# 1948
1948 (MCMXLVIII) byl rok, který dle gregoriánského kalendáře započal čtvrtkem.

## Události

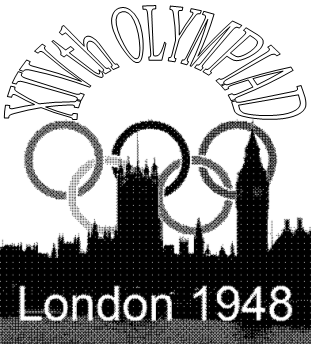
Roku 1948 proběhly XIV. Letní olympijské hry v Londýně

### Česko
- 5. ledna – město Zlaté Hory získalo svůj dnešní název; do té doby se nazývalo Cukmantl.
- 13. února až 25. února – únorový převrat v Československu; k moci se dostali komunisté v čele s Klementem Gottwaldem a zavedli tzv. diktaturu proletariátu.
- 25. únor – tzv. Vítězný únor. Přijetím demise nekomunistických ministrů prezidentem Edvardem Benešem byl dovršen komunistický převrat v Československu. Tento den, komunisty označovaný jako „vítězství pracujícího lidu nad buržoazií a reakcí“, představuje vyvrcholení státního převratu, jehož cílem bylo nastolit komunistickou diktaturu, likvidovat parlamentní demokratický systém a připojit Československo do sovětského mocenského bloku.
- 10. března – podezřelá smrt ministra Jana Masaryka.
- 4. dubna – Začaly čtyřdenní oslavy 600. výročí založení Univerzity Karlovy v Praze. Prezident republiky Edvard Beneš předal představitelům Karlovy univerzity obnovenou zakládací listinu.
- 5. května – parlamentem přijaty znárodňovací zákony o znárodnění polygrafického průmyslu, cestovních kanceláří, některých hostinských a ubytovacích zařízení (hotelů), přírodních léčivých zdrojů a lázní plus všech podniků nad 50 zaměstnanců.
- 9. května – přijata nová Ústava 9. května (prezident Beneš ji odmítl podepsat).
- 11. června – moravský Zemský národní výbor rozhodl o rozptýlení chorvatského obyvatelstva po severní a střední Moravě.
- 14. června – Klement Gottwald se stal prezidentem Československa.
- 19.–27. června – XI. Všesokolský slet; při průvodu Prahou demonstrovali cvičenci (dorostenci a dorostenky, muži a ženy) nesouhlas s nastolenou politikou.[1]
- 27. června – „slučovací“ sjezd KSČ a sociální demokracie.
- 28.–29. srpen – Orelská pouť na Svatém Hostýně, jedna z největších československých protikomunistických demonstrací za celou existenci komunistického režimu.
- 12. listopadu – V Jihlavě byl ukončen provoz tramvají.

### Svět
- 30. leden
  - V Novém Dillí je zavražděn Mahátma Gándhí.
  - Ve Svatém Mořici jsou zahájeny V. zimní olympijské hry.
- 4. února – Srí Lanka vyhlásila nezávislost na Spojeném království.
- 17. března – V Kalifornii je založen motorkářský klub Hells Angels.
- 1. duben
  - Faerské ostrovy získaly v rámci Dánského království rozsáhlou autonomii.
  - V Keni byl založen Národní park Tsavo.
- 7. dubna – Založení Světové zdravotnická organizace (WHO).
- 14. května – Izrael vyhlásil nezávislost.
- 15. května – Libanon, Sýrie, Irák, Egypt, Jordánsko a palestinští Arabové útočí na židovský stát. Začátek třináctiměsíční arabsko–izraelské války.
- 9. červen – založena Mezinárodní archivní rada v Paříži.
- 23. červen – začátek Berlínské blokády
- 29. července – 14. srpna – proběhly Letní olympijské hry v Londýně.
- 9. září – vyhlášena Korejská lidově demokratická republika.
- 8. listopadu – při letecké havárii se ztratila nad průlivem La Manche téměř polovina reprezentačního hokejového mužstva Československa.
- 10. prosince – Valné shromáždění OSN přijalo Všeobecnou deklaraci lidských práv.

## Věda a technika
- 13. listopadu má v newyorském Winter Garden Theatre premiéru muzikál As the Girls Go. Hudba Jimmy McHugh, texty písní Harold Adamson, hra William Roos. Úspěšné představení se hrálo 420x.
- vynález hrotového germaniového tranzistoru v USA (Bardeen, Brattain a Shockley)

## Nobelova cena
- Nobelova cena za fyziku – Patrick Maynard Stuart Blackett za rozvoj Wilsonovy metody mlžné komory a s tím spojené objevy v oblasti jaderné fyziky a kosmického záření
- Nobelova cena za chemii – Arne Tiselius za výzkum elektroforézy a adsorpční analýzy
- Nobelova cena za fyziologii a lékařství – Paul Hermann Müller za objev velmi účinného insekticidu DDT
- Nobelova cena za literaturu – T. S. Eliot USA
- Nobelova cena za mír – nebyla udělena

## Narození

### Česko

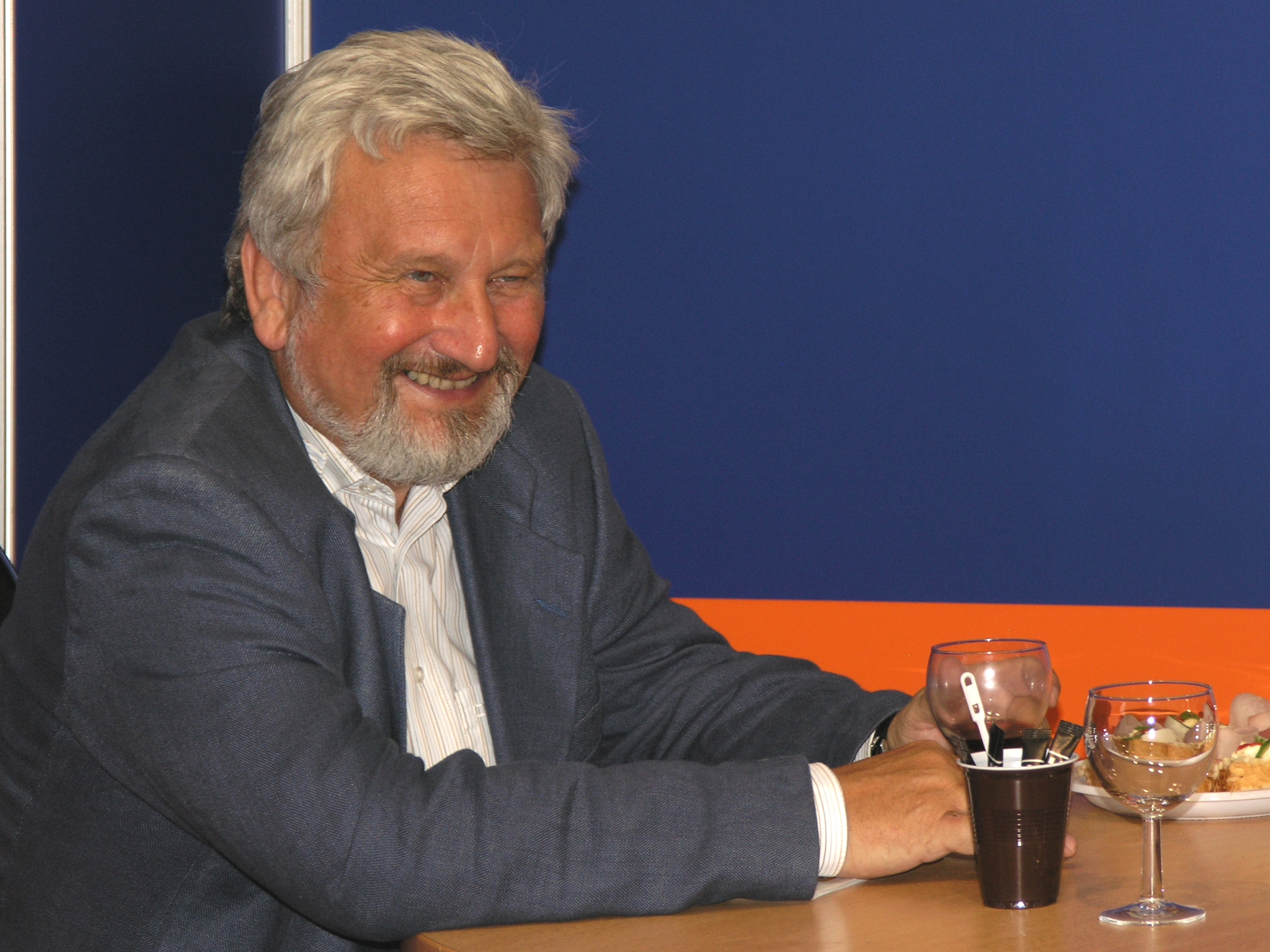
Jan Cimický (* 23. února)

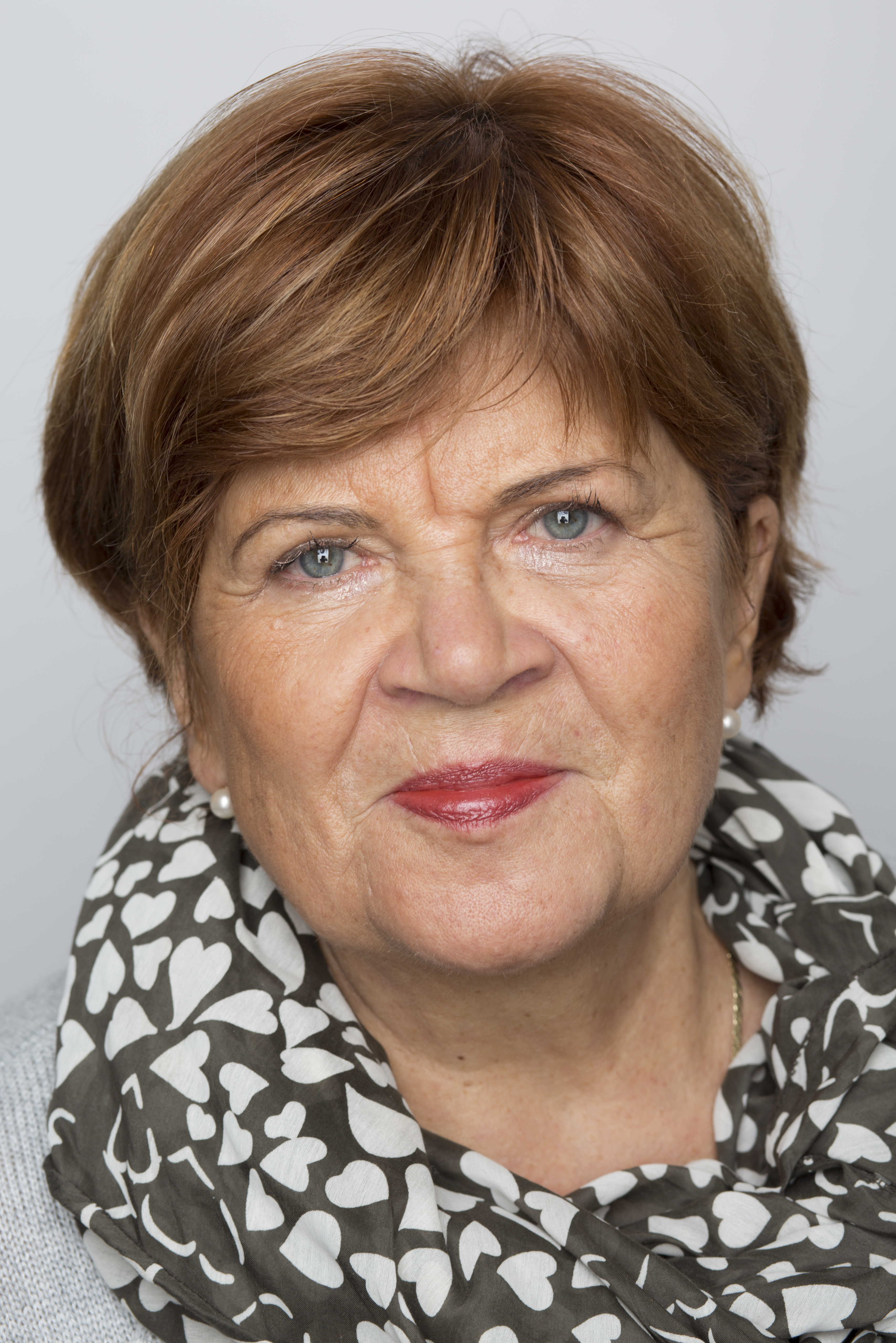
Zuzana Baudyšová (* 22. dubna)

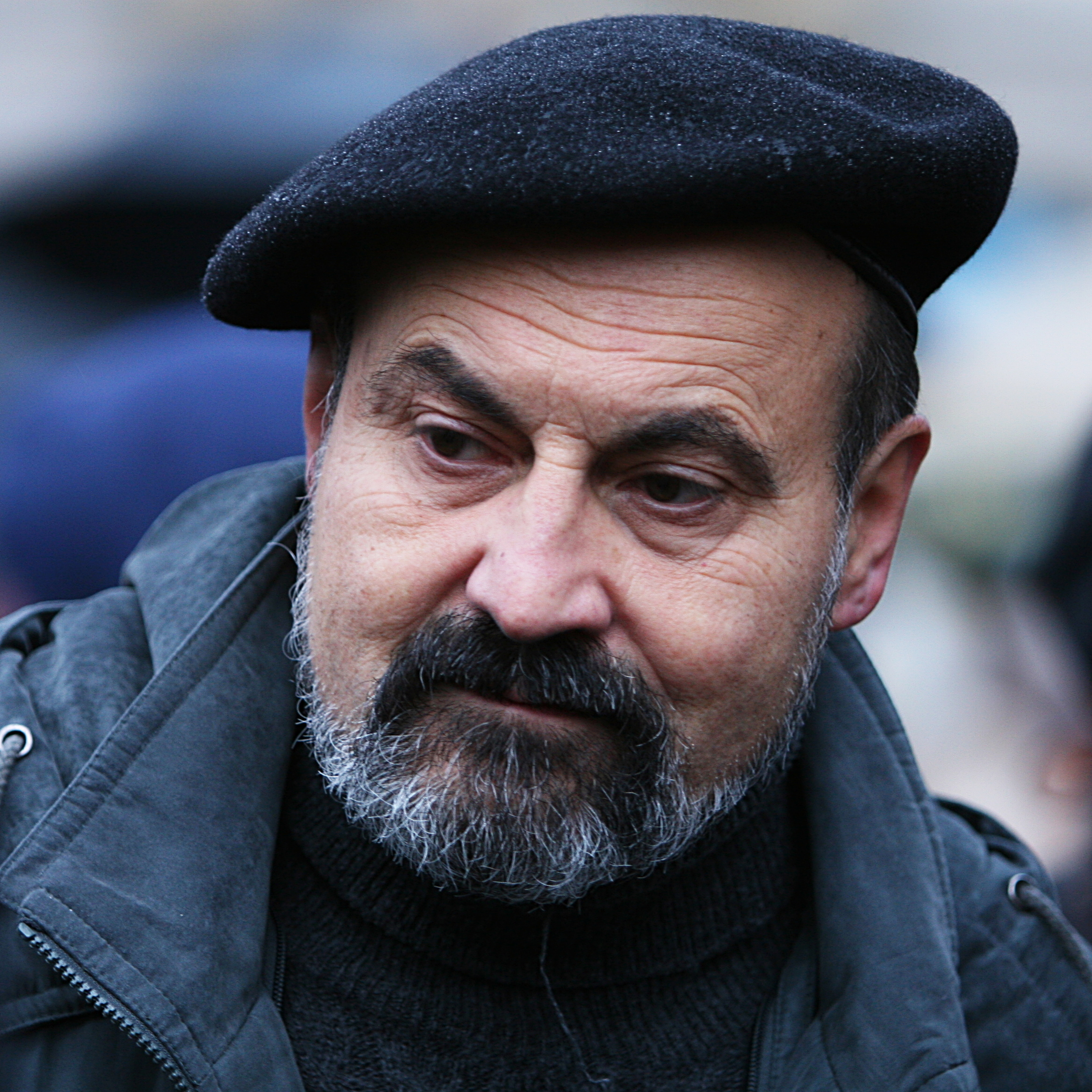
Tomáš Halík (* 1. června)

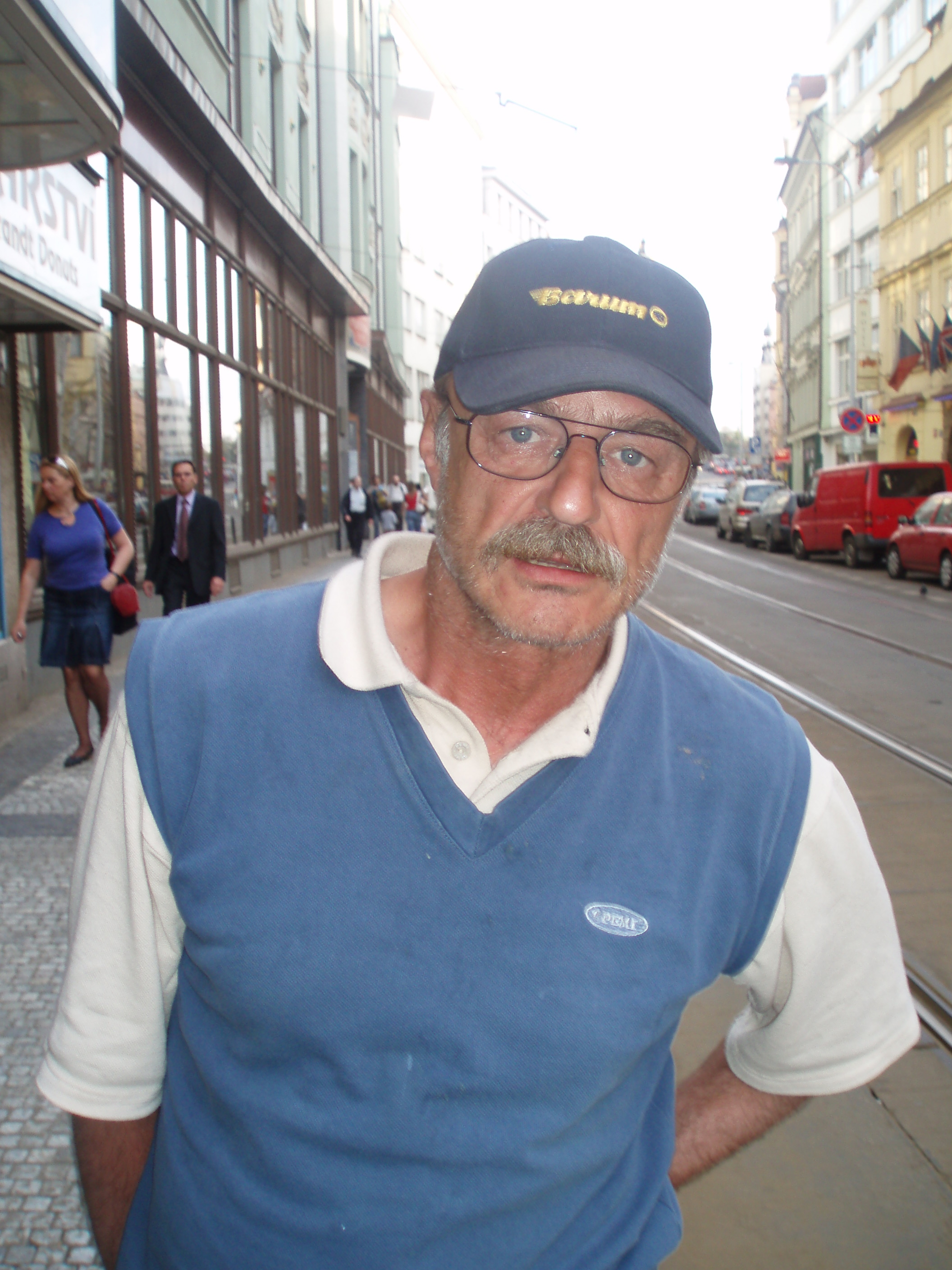
Pavel Nový (* 5. září)

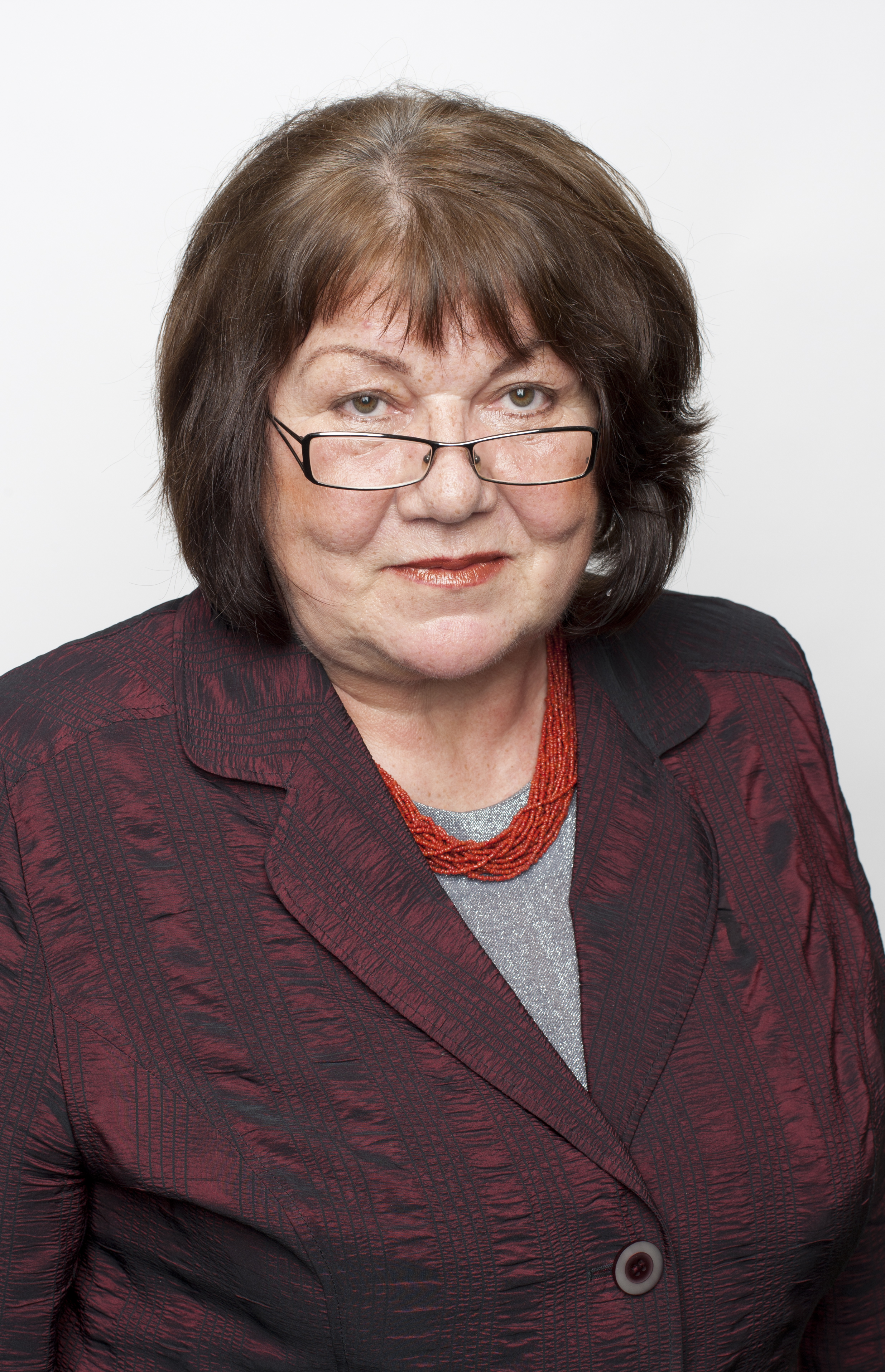
Eliška Wagnerová (* 7. září)

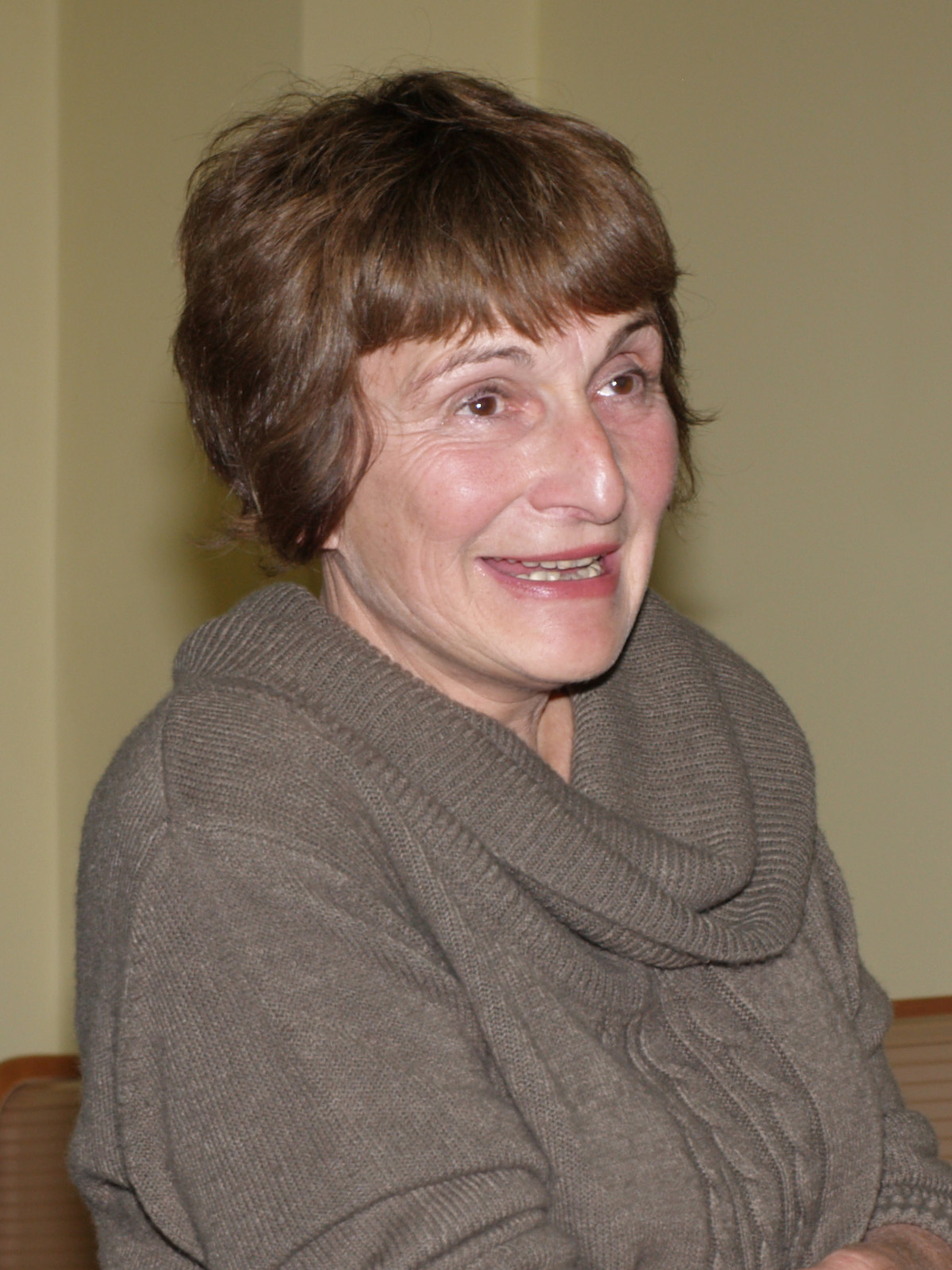
Olga Walló (* 10. září)

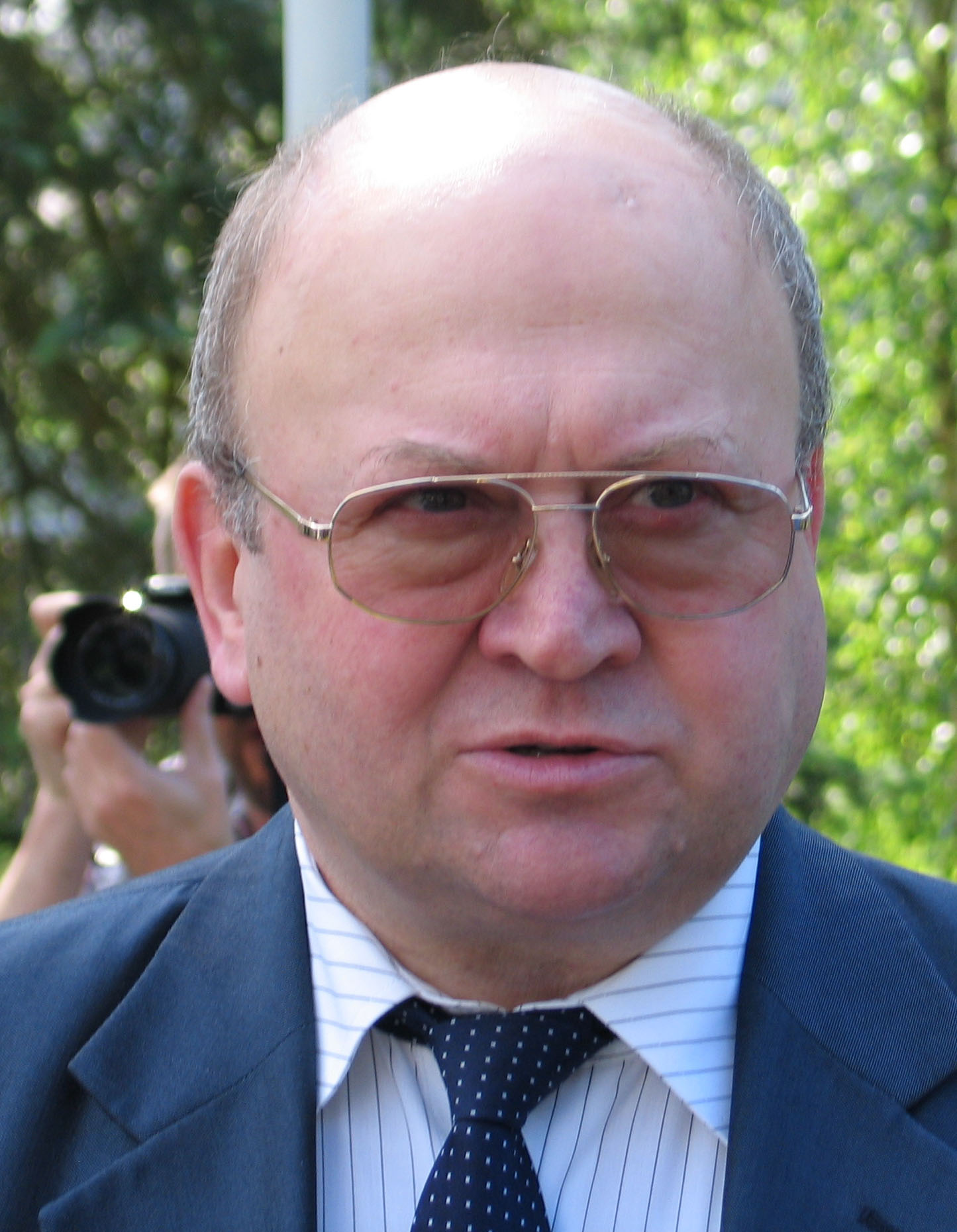
Vladimír Remek (* 26. září)

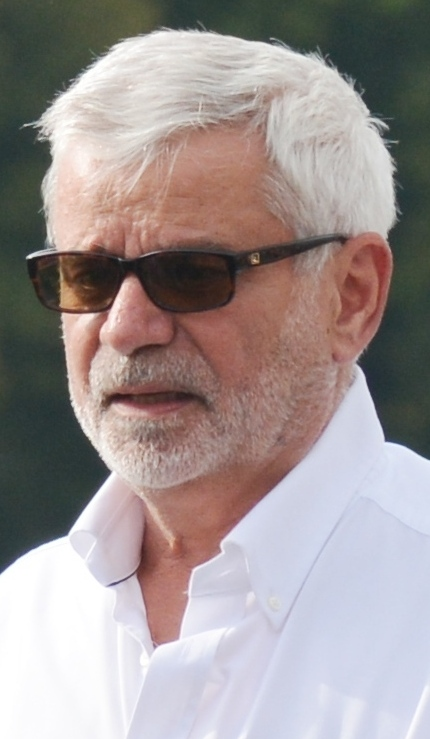
Petr Štěpánek (* 2. října)

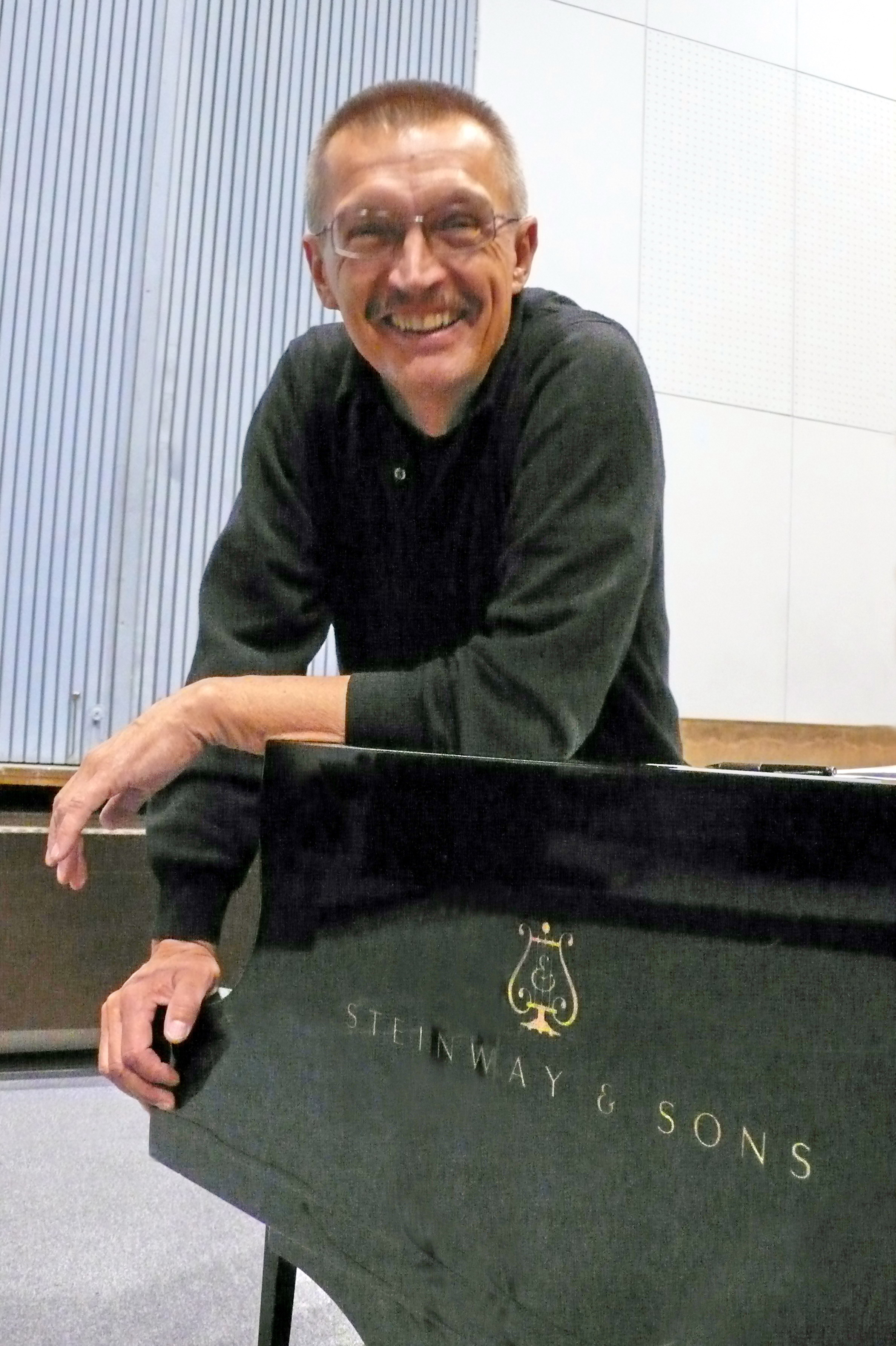
Emil Viklický (* 23. listopadu)

- 4. ledna – Stanislava Pošustová, překladatelka a knihovnice
- 5. ledna – František Lobkowicz, první biskup ostravsko-opavský († 17. února 2022)
- 6. ledna – Miloš Kratochvíl, sportovní redaktor, spisovatel, televizní scenárista
- 7. ledna – Jiří Brtnický, malíř a politik
- 9. ledna – Petr Rezek, fenomenologický filosof a teoretik umění
- 16. ledna
  - Zdeněk Měřínský, archeolog a historik († 9. září 2016)
  - Karel Doležal, hudebník, violista († 22. září 2018)
- 24. ledna – Pavel Sivko, malíř, grafik, ilustrátor a pedagog
- 29. ledna – Jan Vít, scenárista, dramaturg, producent
- 4. února – Jaroslav Večeřa, režisér
- 5. února – Eva Kotvová, třináctinásobná mistryně Československa ve společenském tanci
- 6. února – Bob Rakušan, malíř, grafik a ilustrátor
- 7. února
  - Jana Preissová, herečka
  - František Provazník, fotograf a veslař, bronzová na OH 1972
  - Alexander Babraj, scénograf, výtvarník († 21. června 2007)
- 9. února – Jan P. Kučera, historik, operní dramaturg Národního divadla, překladatel
- 11. února – Leoš Heger, ministr zdravotnictví ČR
- 12. února
  - Marta Skarlandtová, televizní moderátorka, tlumočnice, scenáristka a překladatelka
  - Josef Vondruška, komunistický politik, za normalizace vězeňský dozorce
- 13. února – Daniela Fischerová, spisovatelka, dramatička, scenáristka, publicistka
- 15. února – Petr Sáha, chemik, rektor Univerzity Tomáše Bati ve Zlíně
- 16. února – Jaromír Hanzlík, herec
- 19. února – Oldřich Král, operetní a muzikálový zpěvák
- 20. února – Alena Bahníková, překladatelka z italštiny
- 21. února – Miroslav Škaloud, fyzik a politik
- 23. února – Jan Cimický, psychiatr, prozaik, básník a překladatel
- 25. února
  - Zdenek Hůla, malíř a sochař
  - Lea Vivot, kanadská sochařka českého původu
  - Ladislav Landa, básník († 4. června 1965)
- 26. února – Václav Plechatý, grafik a řezbář
- 4. března – Ivana Valešová, herečka
- 9. března – Jiří Adamec, televizní režisér
- 10. března – Jiří Lamberk, lékař a spisovatel
- 12. března – Petr Škvor, houslový sólista a dirigent († 13. října 1993)
- 23. března – Joska Skalník, výtvarník a grafik
- 27. března – Ladislav Tichý, římskokatolický teolog
- 31. března – Jiří Drašnar, spisovatel († 17. března 2013)
- 1. dubna – Vladimír Kůrka, soudce Ústavního soudu
- 6. dubna
  - Vítězslav Mácha, zápasník, olympijský vítěz († 29. května 2023)
  - Ivo Svoboda, ministr financí ČR († 23. února 2017)
- 9. dubna – Jan Šafránek, malíř a kreslíř
- 11. dubna – Eduard Zeman, ministr školství († 25. června 2017)
- 16. dubna – Tena Elefteriadu, zpěvačka řeckého původu
- 17. dubna
  - Marie Benešová, ministryně spravedlnosti ČR († 11. listopadu 2024)
  - Jan Hammer, hudební skladatel a multiinstrumentalista
- 19. dubna – Martin Dvořák, politik a lékař
- 20. dubna – Jan Pirk, kardiochirurg
- 22. dubna – Zuzana Baudyšová, senátorka, ředitelka Nadace Naše dítě
- 25. dubna – Jiří Černota, politik
- 4. května – Jan Kantůrek, překladatel († 22. března 2018)
- 12. května – Ivan Král, hudebník a režizér († 2. února 2020)
- 13. května
  - Dagmar Andrtová-Voňková, kytaristka, skladatelka a zpěvačka
  - Ivan Klánský, klavírní interpret a pedagog
  - Viktor Polesný, režisér a scenárista
- 15. května – Jaroslav Bašta, archeolog, politik a diplomat († 7. dubna 2024)
- 18. května – Oldřich Říha, hudebník, frontman skupiny Katapult
- 20. května
  - Rudolf Žáček, historik
  - Kamila Klugarová, varhanice
- 23. května – Vladimír Vlasák (historik), archivář a regionální historik
- 24. května – Bernard Šafařík, švýcarsko-český režisér a scenárista
- 29. května – Alena Vlasáková, pianistka a pedagožka
- 31. května
  - Jaroslav Bárta, fotograf
  - Jan Zahradníček, politik († 16. prosince 2019)
- 1. června – Tomáš Halík, kněz, teolog, religionista, sociolog náboženství a politický aktivista
- 5. června – Ivan Hubený, astronom
- 7. června – Petr Novák, rychlobruslař a trenér
- 17. června – Vladimír Petříček, veslař, stříbrná a bronzová na OH 1972
- 18. června – Pavel Vlček, historik umění
- 20. června – Zdeněk Netopil, malíř, grafik, typograf, herec a mim
- 21. června – Marie Bohatá, předsedkyně Českého statistického úřadu
- 28. června – Jana Witthedová, básnířka a novinářka
- 4. července – Jiří Pernes, historik, ředitel Ústavu pro studium totalitních režimů  († 21. května 2025)
- 5. července – Libuše Benešová, předsedkyně Senátu Parlamentu České republiky
- 6. července
  - Václav Chaloupka, dostihový jezdec, trenér, chovatel, majitel koní
  - Karel Neffe, veslař, bronzový na OH 1972 († 13. února 2020)
- 7. července – Břetislav Slováček, herec a výtvarník († 10. října 2018)
- 13. července
  - Oskar Krejčí, politolog
  - Pavel Toufar, spisovatel, novinář, propagátor kosmonautiky († 26. září 2018)
- 17. července
  - Kristian Kodet, malíř
  - Miroslav Petráš, violoncellista, skladatel a hudební pedagog
- 19. července – Petr Šálek, fotograf
- 25. července – Viktor Korček, výtvarník
- 26. července
  - Luboš Andršt, jazzový kytarista, skladatel a pedagog
  - Karel Blažek, redaktor, spisovatel a nakladatel
- 27. července
  - Petr Pospíchal, herec
  - Oldřich Čepelka, sociolog a spisovatel
- 28. července
  - Ivan Mašek, pravicový politik a ekonom († 7. ledna 2019)
  - Ivan Matoušek, spisovatel, básník a výtvarník
- 4. srpna – Kristina Martinková-Markupová, sochařka, keramička
- 5. srpna – Josef Kovalčuk, divadelní dramaturg, scenárista a pedagog († 30. června 2018)
- 11. srpna – Jan Palach, student, který se upálil na protest proti okupaci Československa († 19. ledna 1969)
- 16. srpna – Zdeněk Jůzek, novinář a spisovatel († 18. srpna 2012)
- 17. srpna
  - Anna Kubíková, historička a archivářka
  - Jan Malíř, kameraman
- 19. srpna – Petr Mikeš, básník, překladatel a redaktor († 8. února 2016)
- 25. srpna – Tom Zajíček, sociolog a politik († 17. února 2014)
- 29. srpna – Jan Graubner, 14. arcibiskup olomoucký a metropolita moravský
- 2. září – Martin Potůček, analytik veřejné politiky, prognostik a publicista
- 3. září – Pavel Bělina, historik
- 5. září – Pavel Nový, herec divadla Ypsilon
- 7. září
  - Marta Vančurová, herečka
  - Eliška Wagnerová, právnička a politička († 18. ledna 2025)
- 8. září – Josef Šimon, básník († 2. října 2018)
- 10. září – Olga Walló, dabingová režisérka, psycholožka, překladatelka a spisovatelka
- 19. září
  - Bohuslav Ebermann, hokejový útočník
  - Miroslav Šlouf, politický lobbista († 16. února 2018)
- 22. září – Jan Urban, historik
- 25. září – Jana Nováková, filmová herečka a modelka († 3. prosince 1968)
- 26. září – Vladimír Remek, kosmonaut a politik
- 28. září
  - Lilka Ročáková, zpěvačka pop music i operní pěvkyně-sopranistka
  - Václav Toušek, fotograf
- 29. září
  - Jiří Litochleb, ložiskový geolog a mineralog († 26. února 2014)
  - Petr Traxler, skifflový a folkový kytarista, mandolinista, skladatel a zpěvák († 8. dubna 2014)
- 1. října – Vladimír Bednář, hokejista
- 2. října
  - Olga Matušková, zpěvačka a herečka
  - Petr Štěpánek, herec
- 3. října – Milan Koch, básník a spisovatel († 18. listopadu 1974)
- 8. října – Jan Baxant, biskup litoměřický
- 12. října – Jiří Hlaváč, klarinetista a saxofonista, hudební skladatel
- 21. října – Miloslav Bednář, filozof, politik
- 22. října – Anna Housková, hispanistka a překladatelka
- 27. října – Pavel Zatloukal, historik umění
- 28. října – Ivo Krobot, dramatik, divadelní scenárista, režisér a pedagog
- 3. listopadu – Milan Kozelka, multimediální umělec, básník a prozaik († 5. října 2014)
- 5. listopadu – Ivan Rektor, neurolog
- 6. listopadu – Igor Vavrda, kytarista, saxofonista, houslista, pianista, hudební skladatel († 26. prosince 2013)
- 8. listopadu – Vlastislav Matoušek, etnomuzikolog a hudební skladatel
- 13. listopadu – Oldřich Veselý, zpěvák, klávesista a hudební skladatel († 17. ledna 2018)
- 14. listopadu – Blanka Vítková, operní pěvkyně, mezzosopranistka († 24. dubna 2014)
- 20. listopadu – Zdeněk Šplíchal, malíř a grafik
- 23. listopadu – Emil Viklický, jazzový pianista a hudební skladatel
- 24. listopadu – Jiří Ptáčník, herec, televizní a rozhlasový moderátor
- 26. listopadu – Jiří Barta, animátor a režisér
- 29. listopadu – Jan Riedlbauch, flétnista, básník a hudební pedagog
- 2. prosince
  - Bohdan Mikolášek, folkový písničkář
  - Antonín Panenka, fotbalový reprezentant
- 3. prosince – Jan Hrubý, rockový houslista
- 10. prosince – Petr Robejšek, politolog, ekonom, komentátor a publicista
- 16. prosince – Kateřina Vinšová, romanistka, překladatelka z francouzštiny a italštiny
- 17. prosince
  - Iva Hüttnerová, herečka, výtvarnice a spisovatelka
  - Oldřich Choděra, politik a advokát
- 31. prosince – Pavel Soukup, herec

### Svět

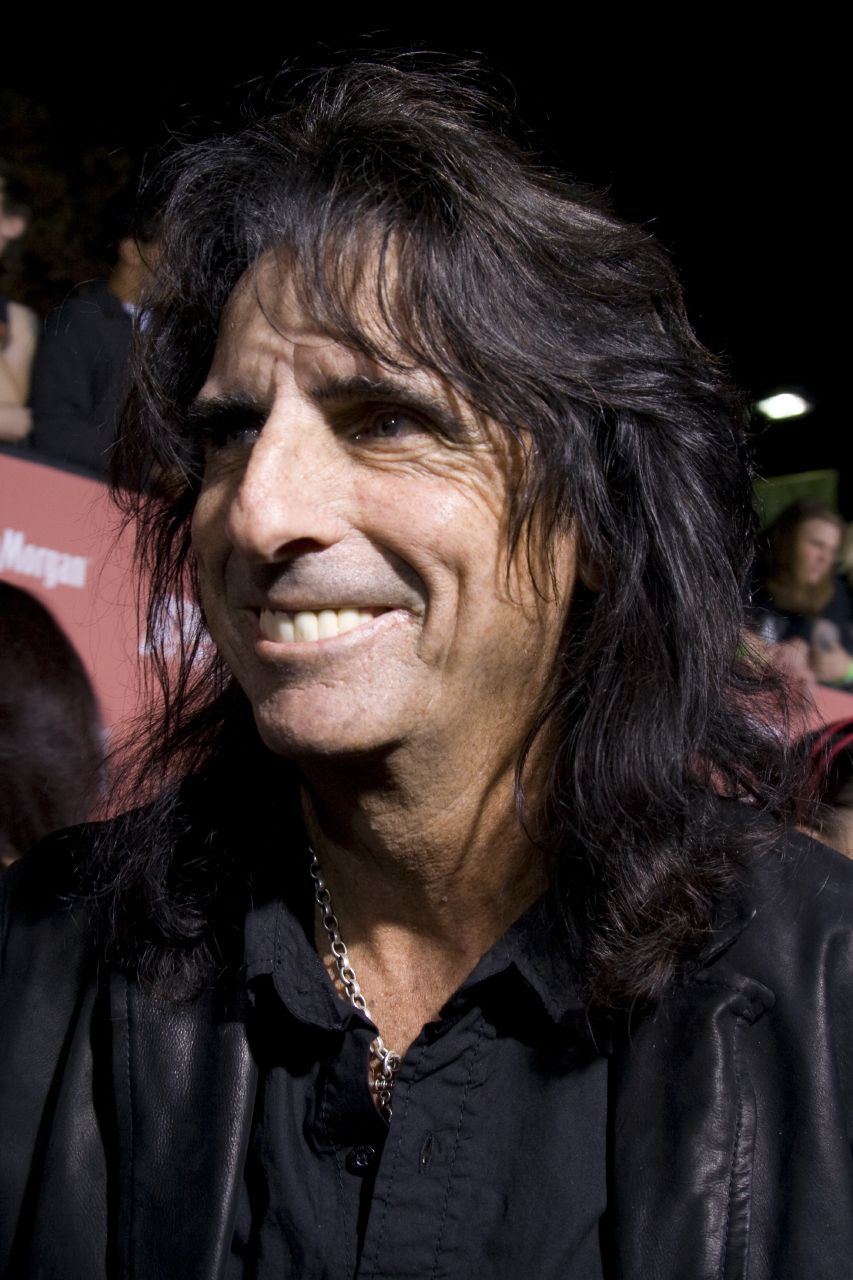
Alice Cooper (* 4. února)

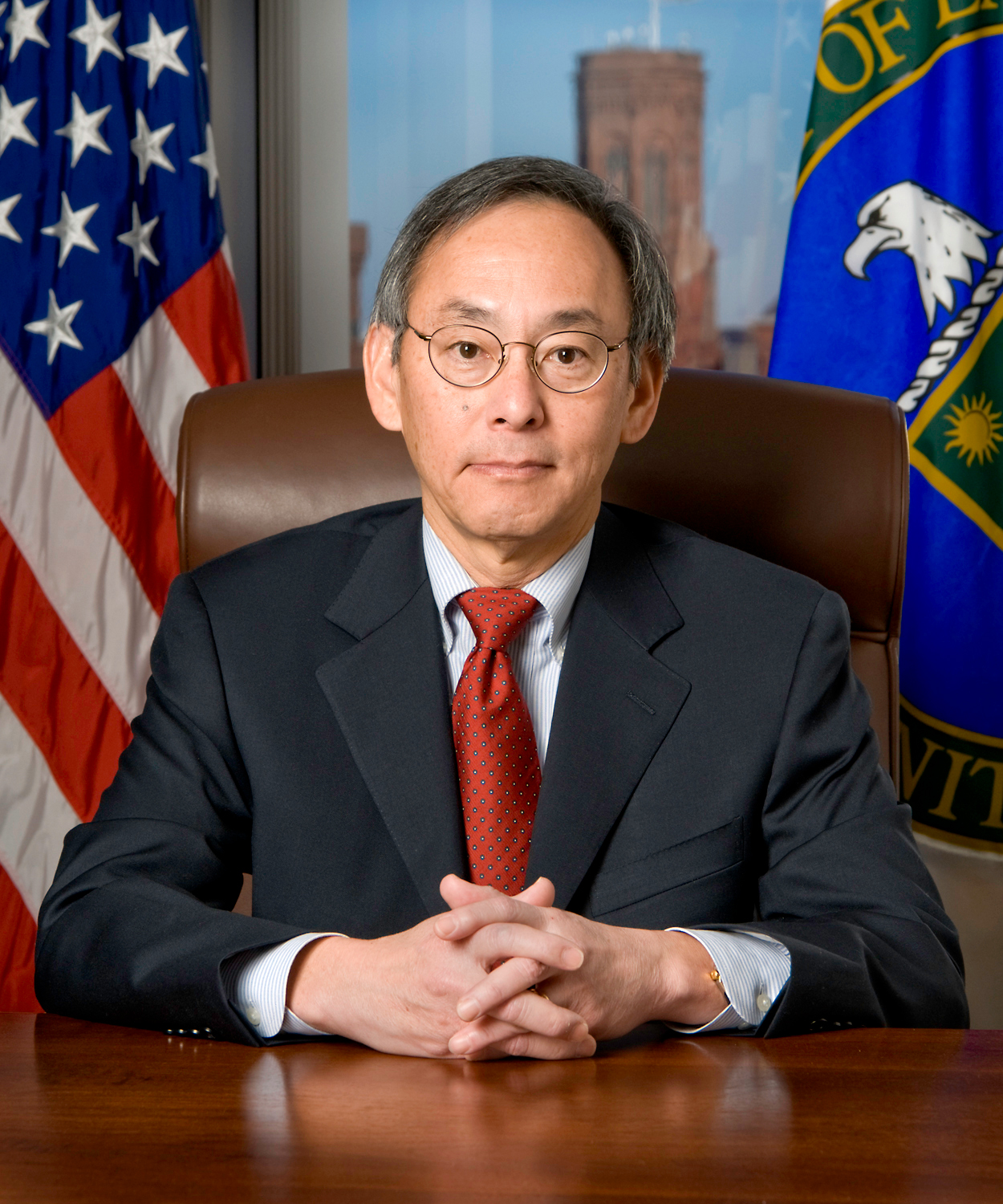
Steven Chu (* 28. února)

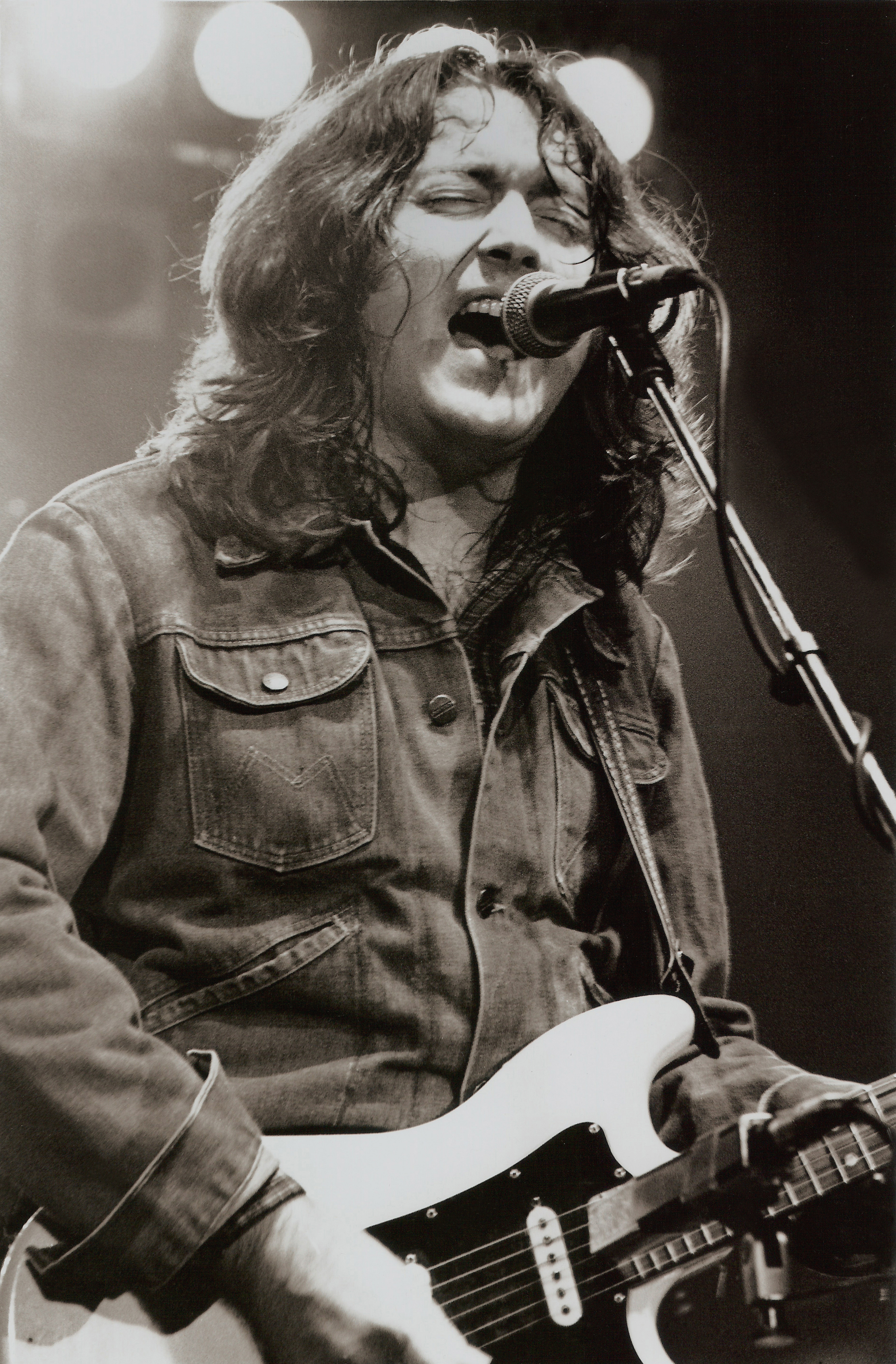
Rory Gallagher (* 2. března)

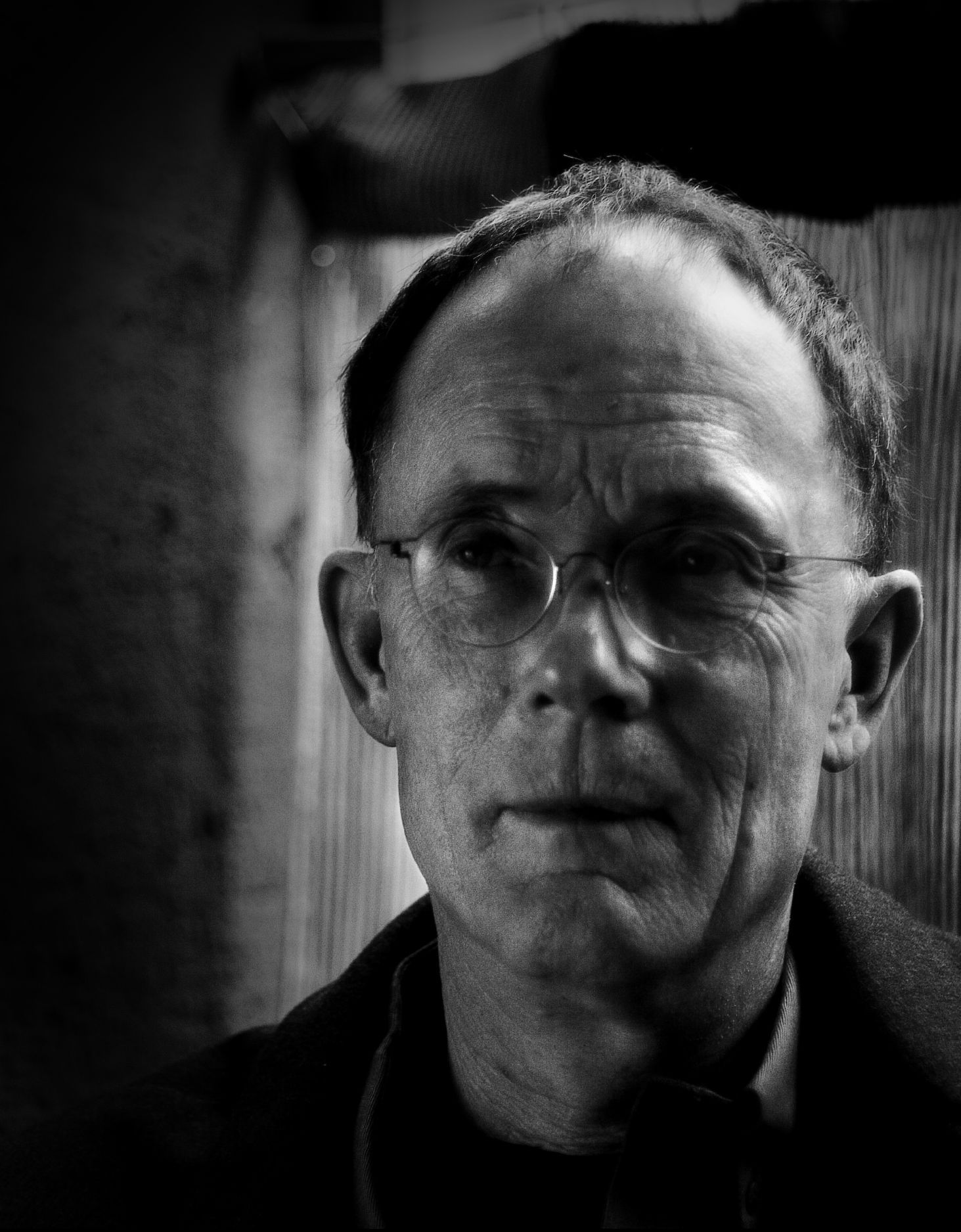
William Gibson (* 17. března)

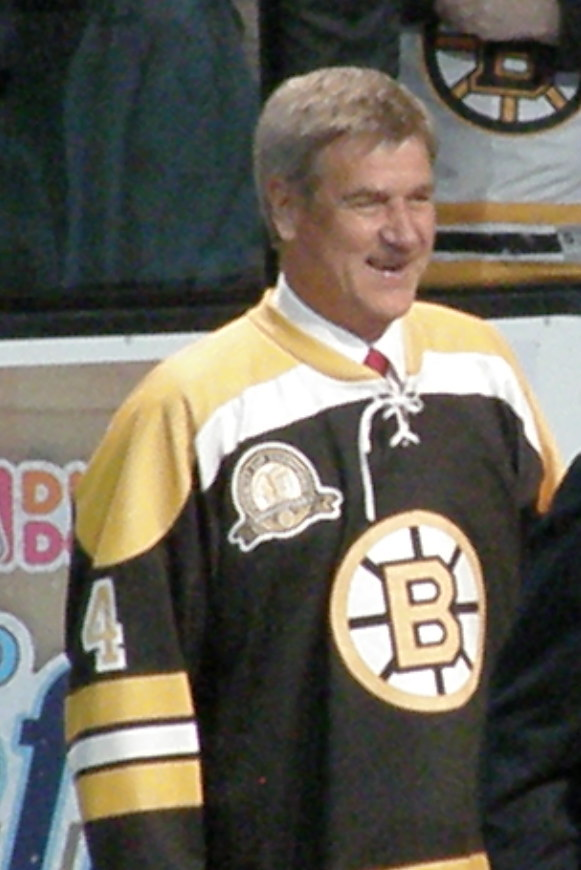
Bobby Orr (* 20. března)

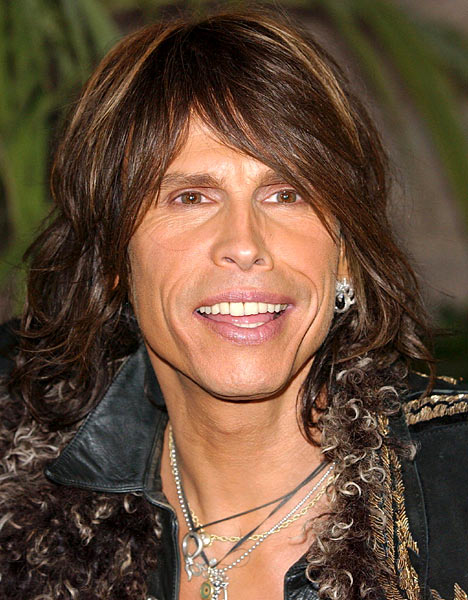
Steven Tyler (* 26. března)

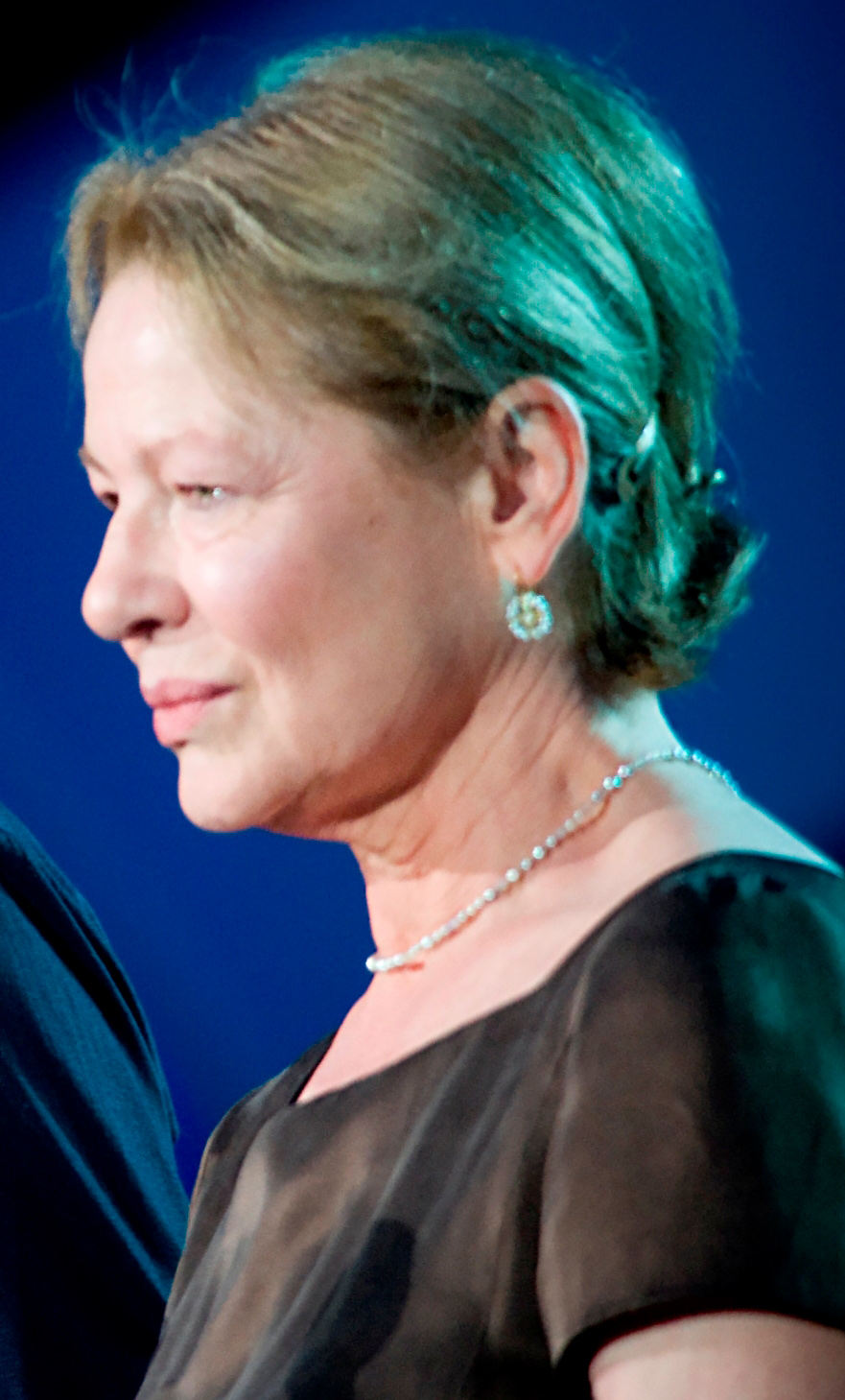
Dianne Wiestová (* 28. března)

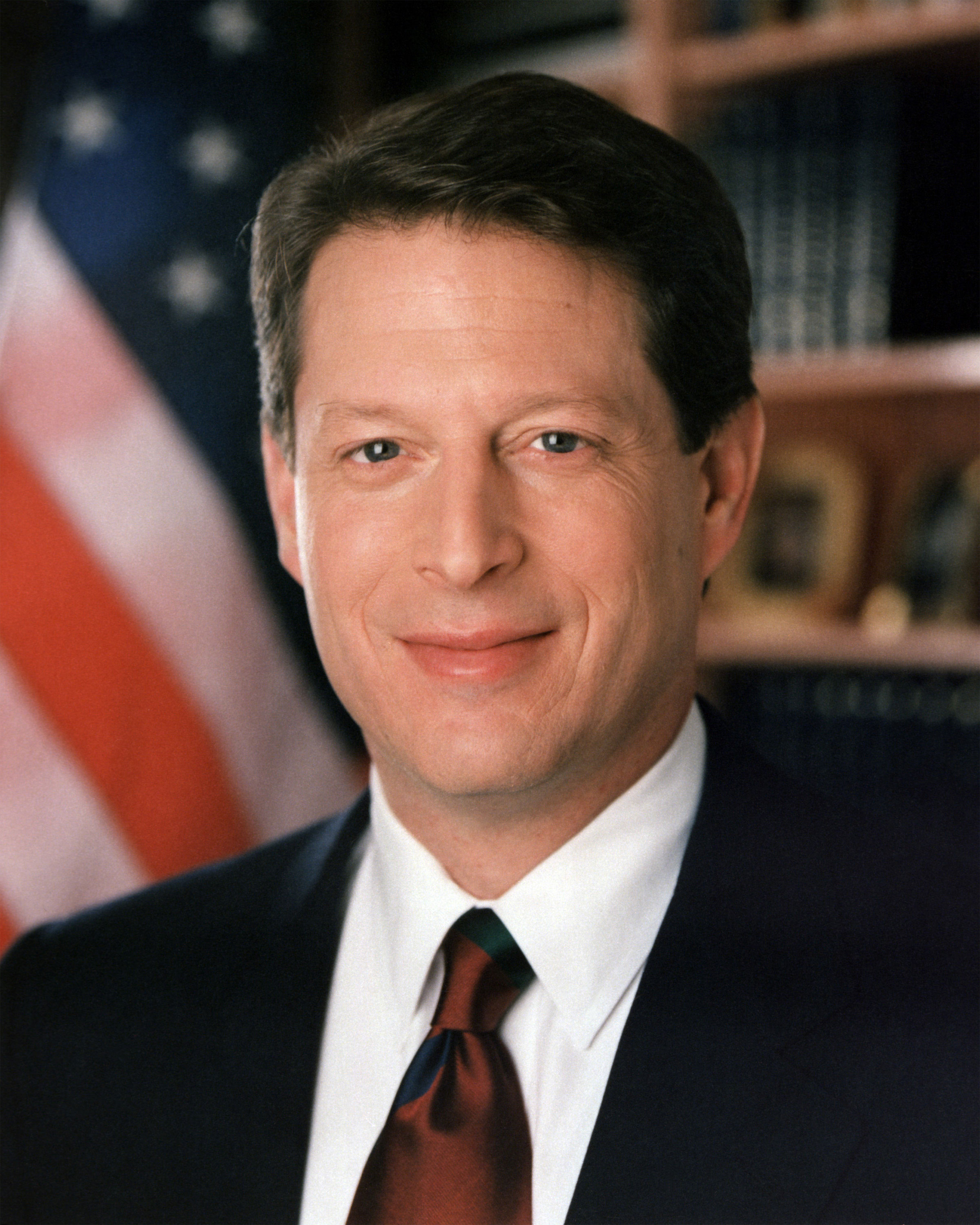
Al Gore (* 31. března)

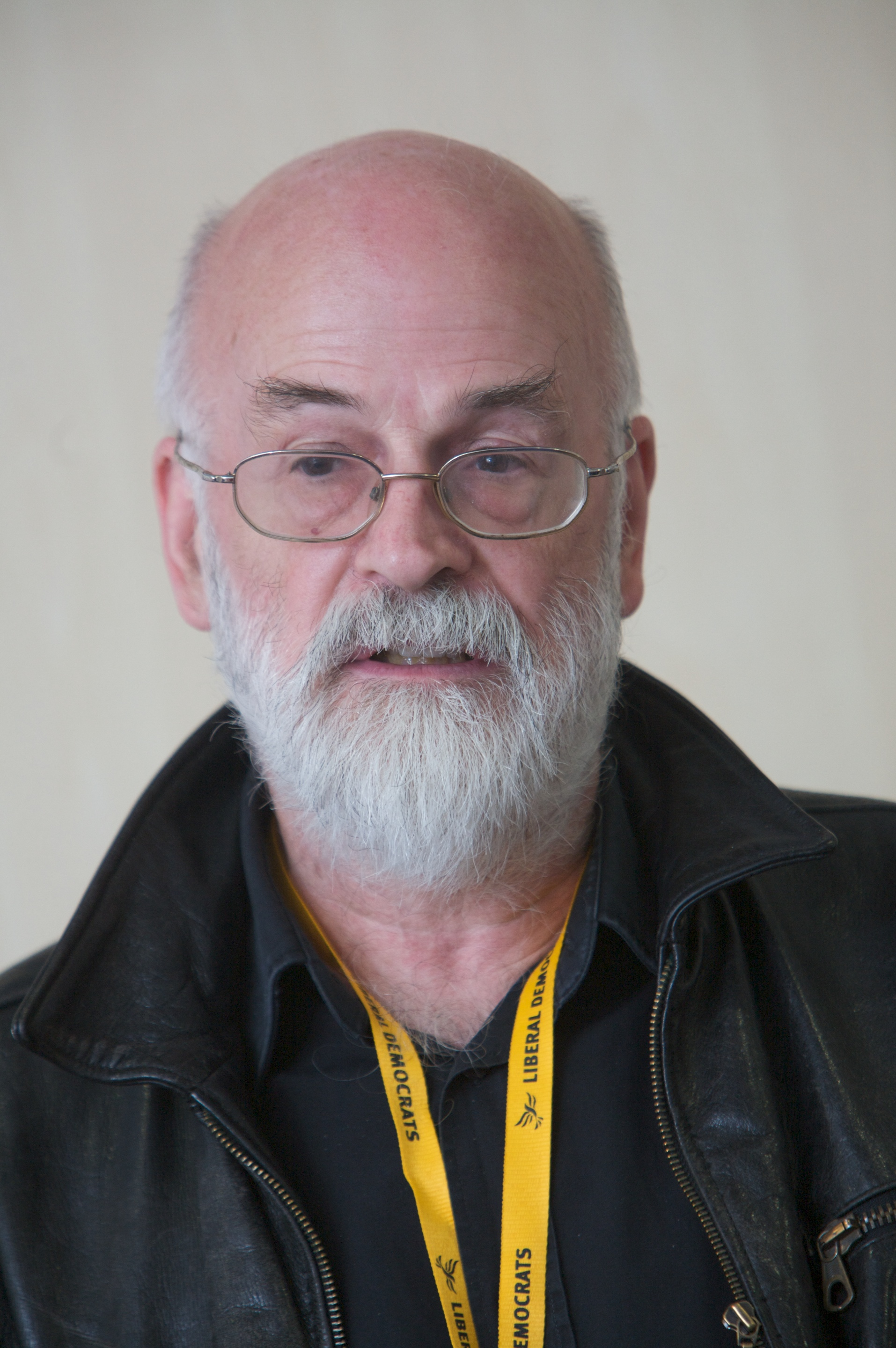
Terry Pratchett (* 28. dubna)

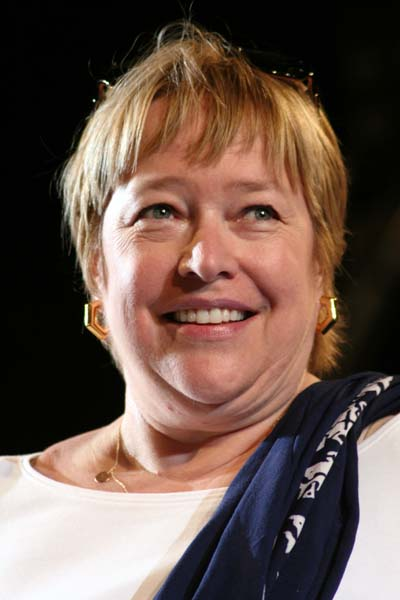
Kathy Bates (* 28. června)

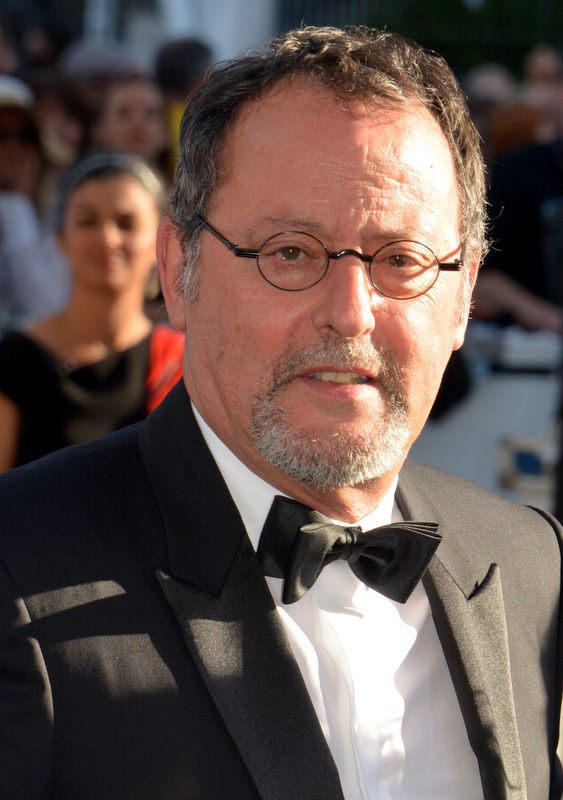
Jean Reno (* 30. července)

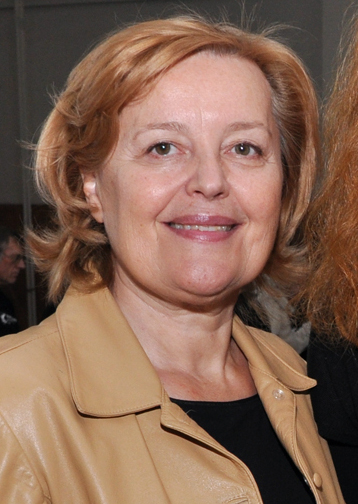
Magda Vášáryová (* 26. srpna)

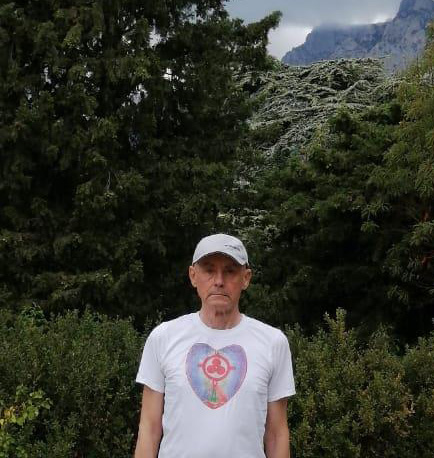
Viktor Skumin (* 30. srpna)

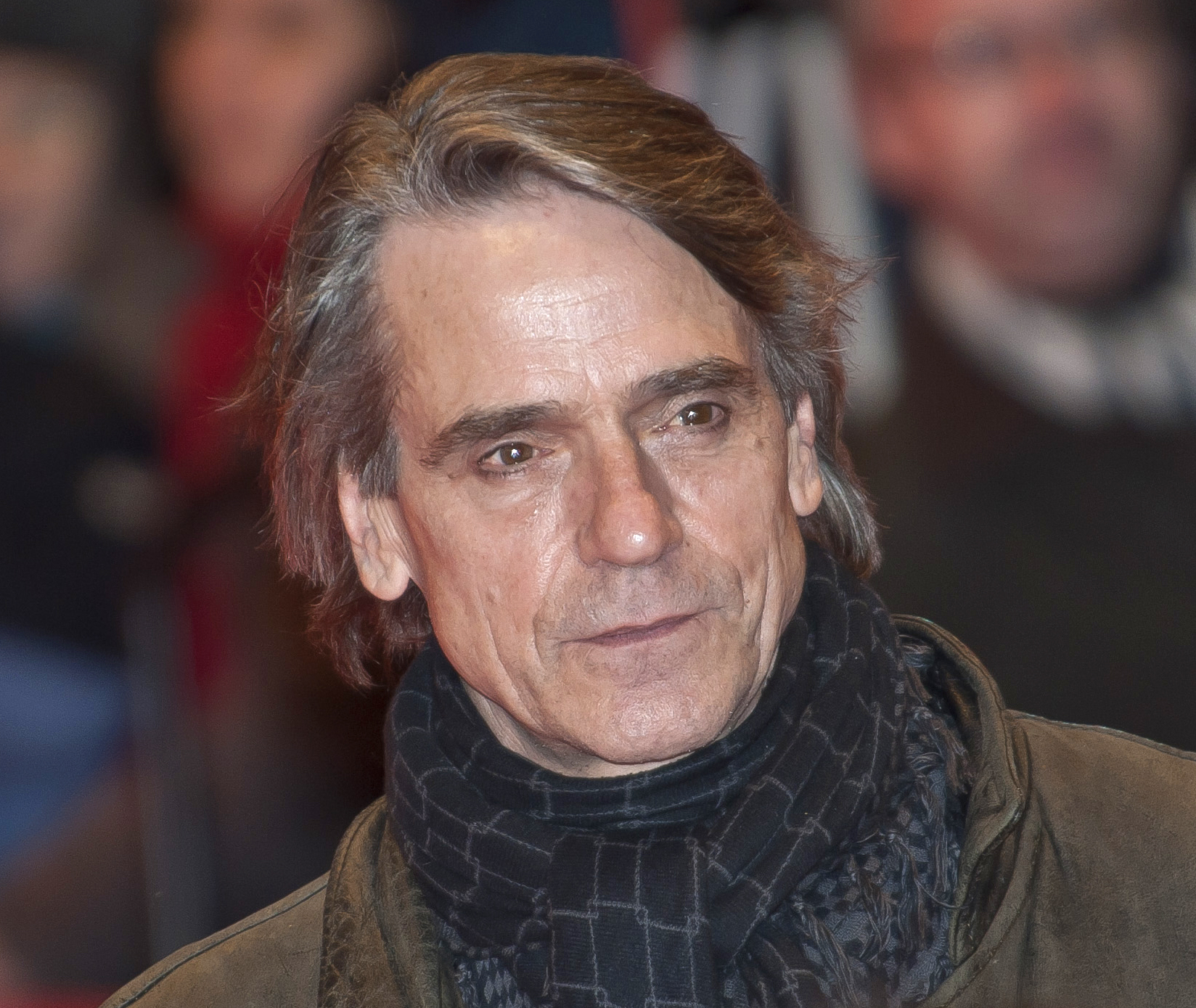
Jeremy Irons (* 19. září)

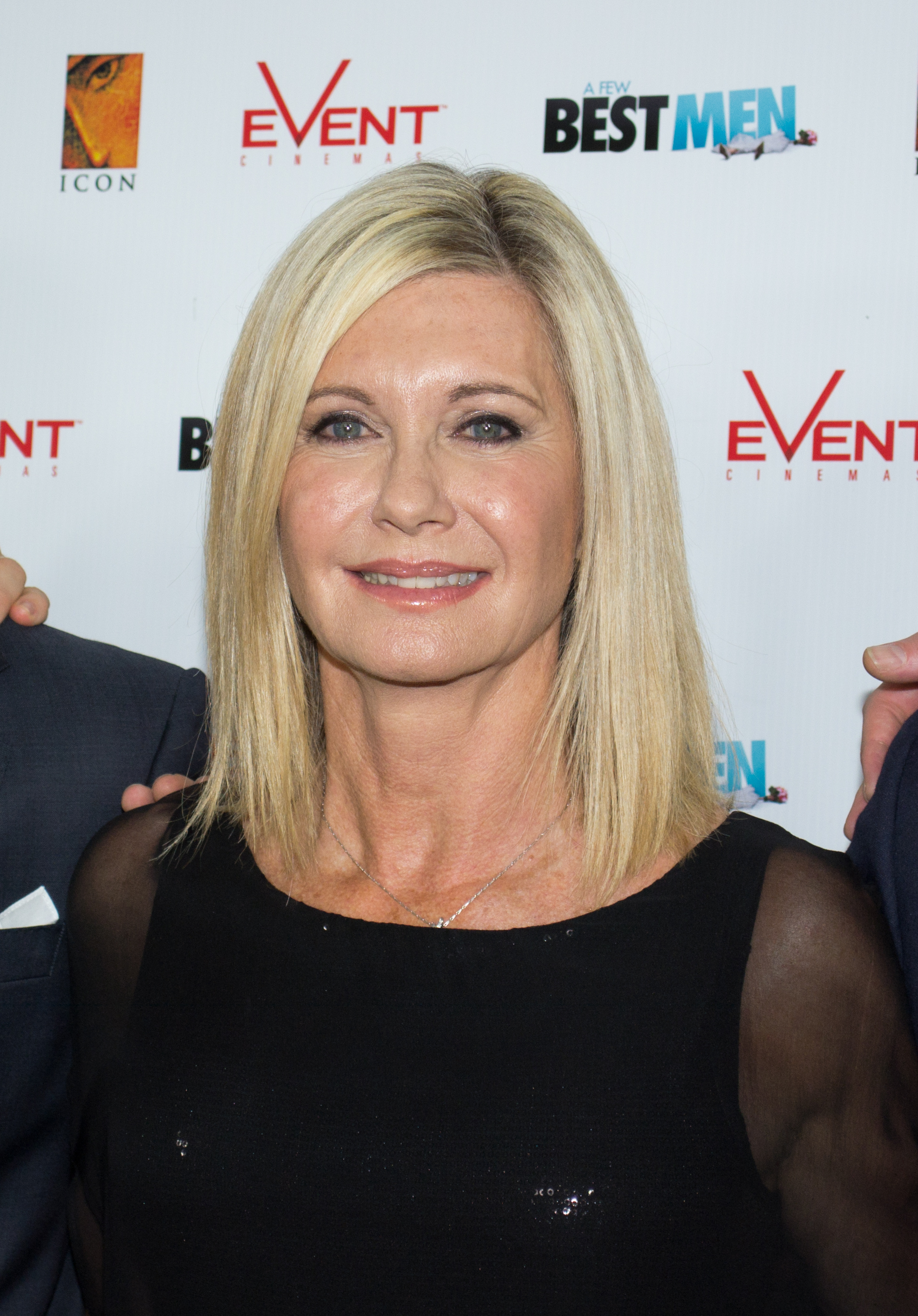
Olivia Newton-Johnová (* 26. září)

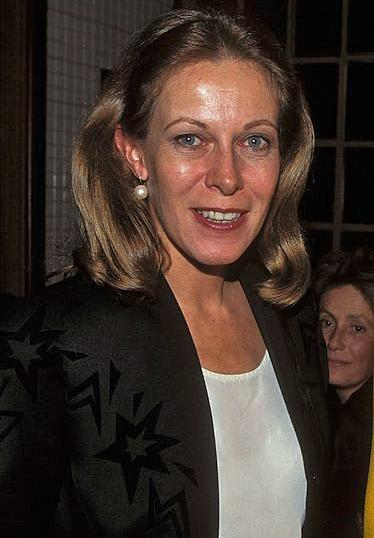
Claude Jade (* 8. října)

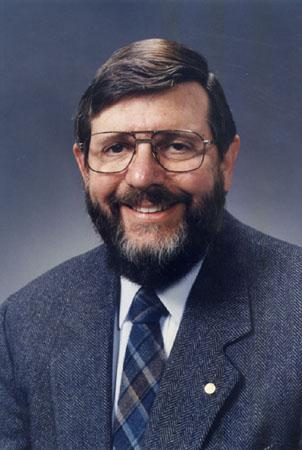
William Daniel Phillips (* 5. listopadu)

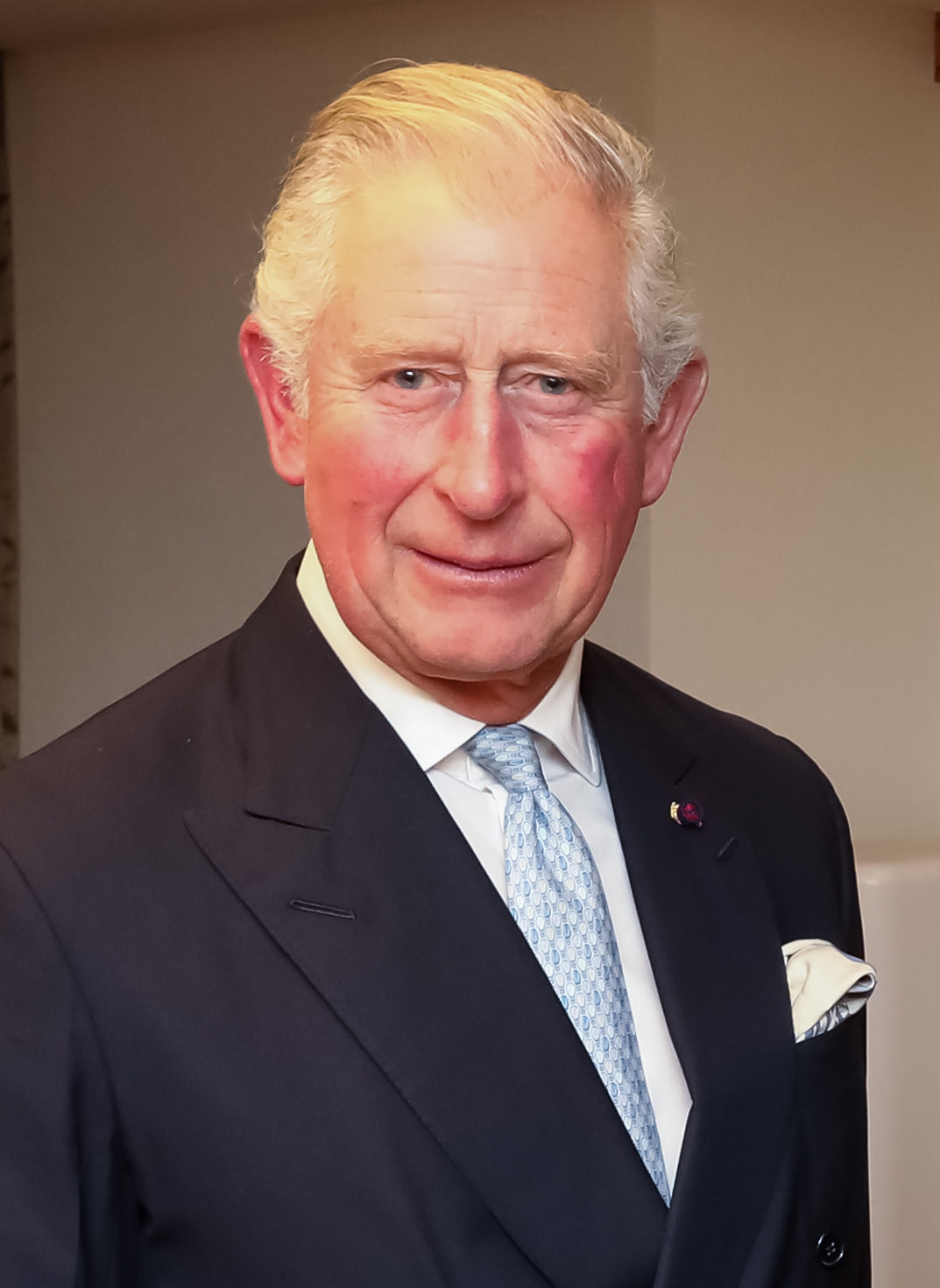
Karel III. (* 14. listopadu)

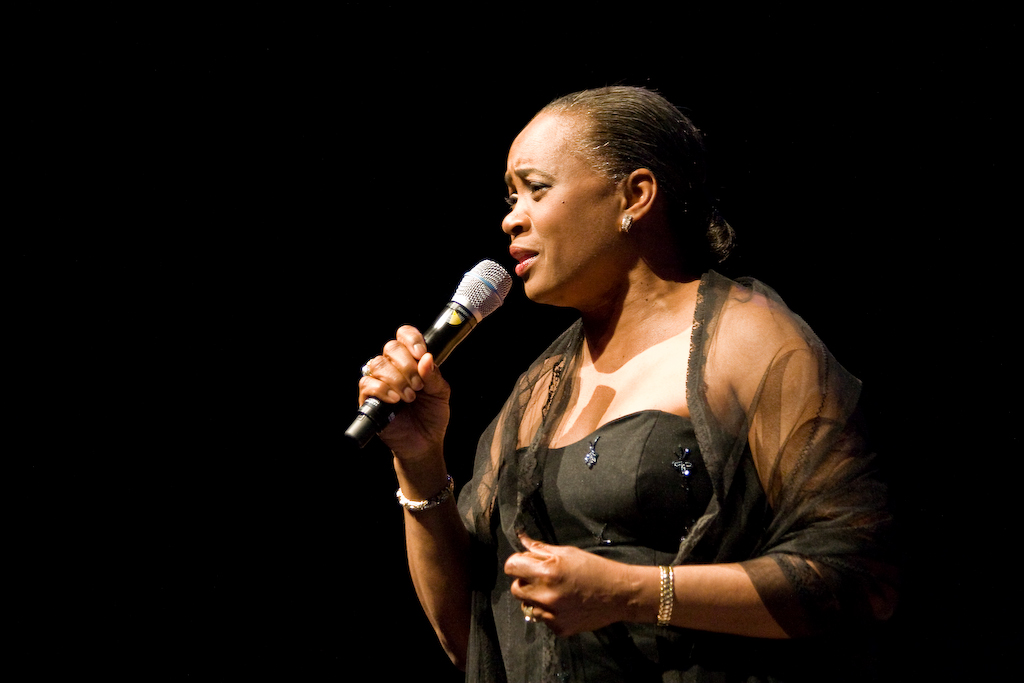
Barbara Hendricks (* 20. listopadu)

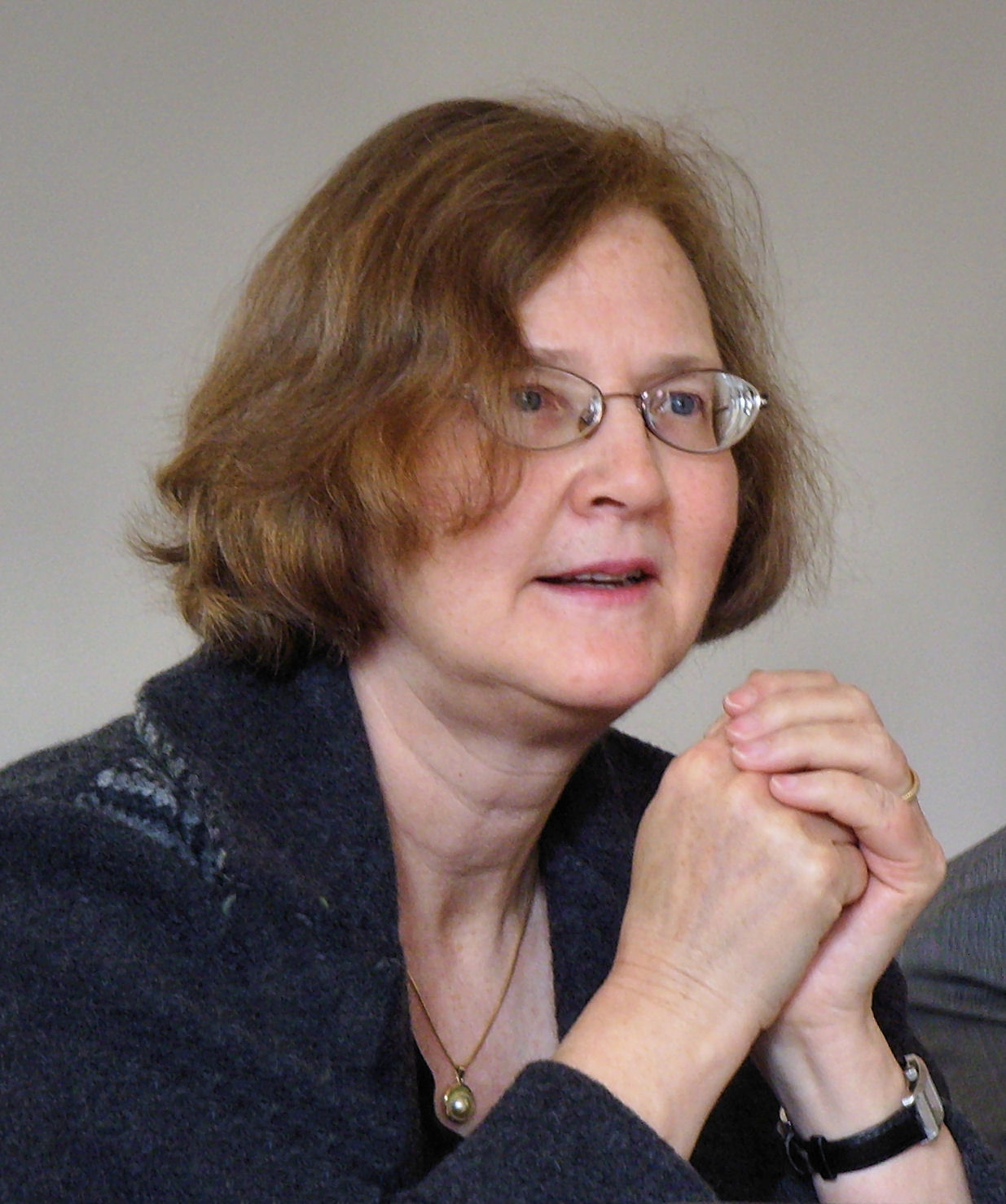
Elizabeth Blackburnová (* 26. listopadu)

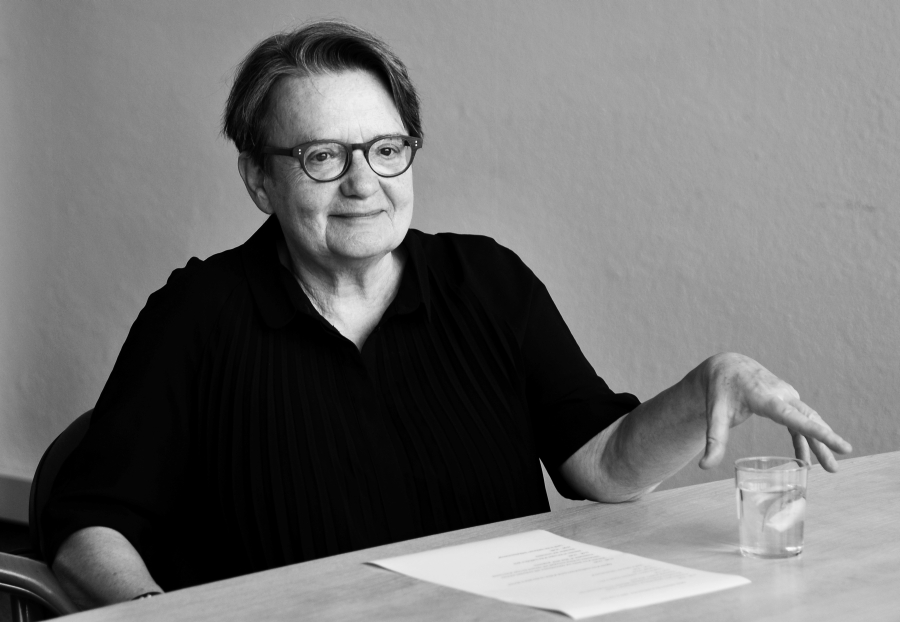
Agnieszka Holland (* 28. listopadu)

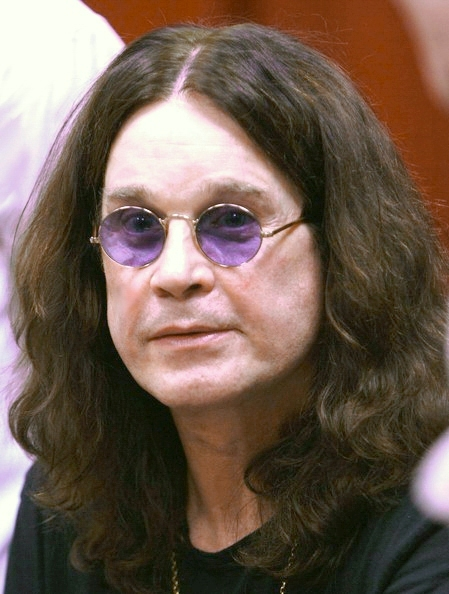
Ozzy Osbourne (* 3. prosince)

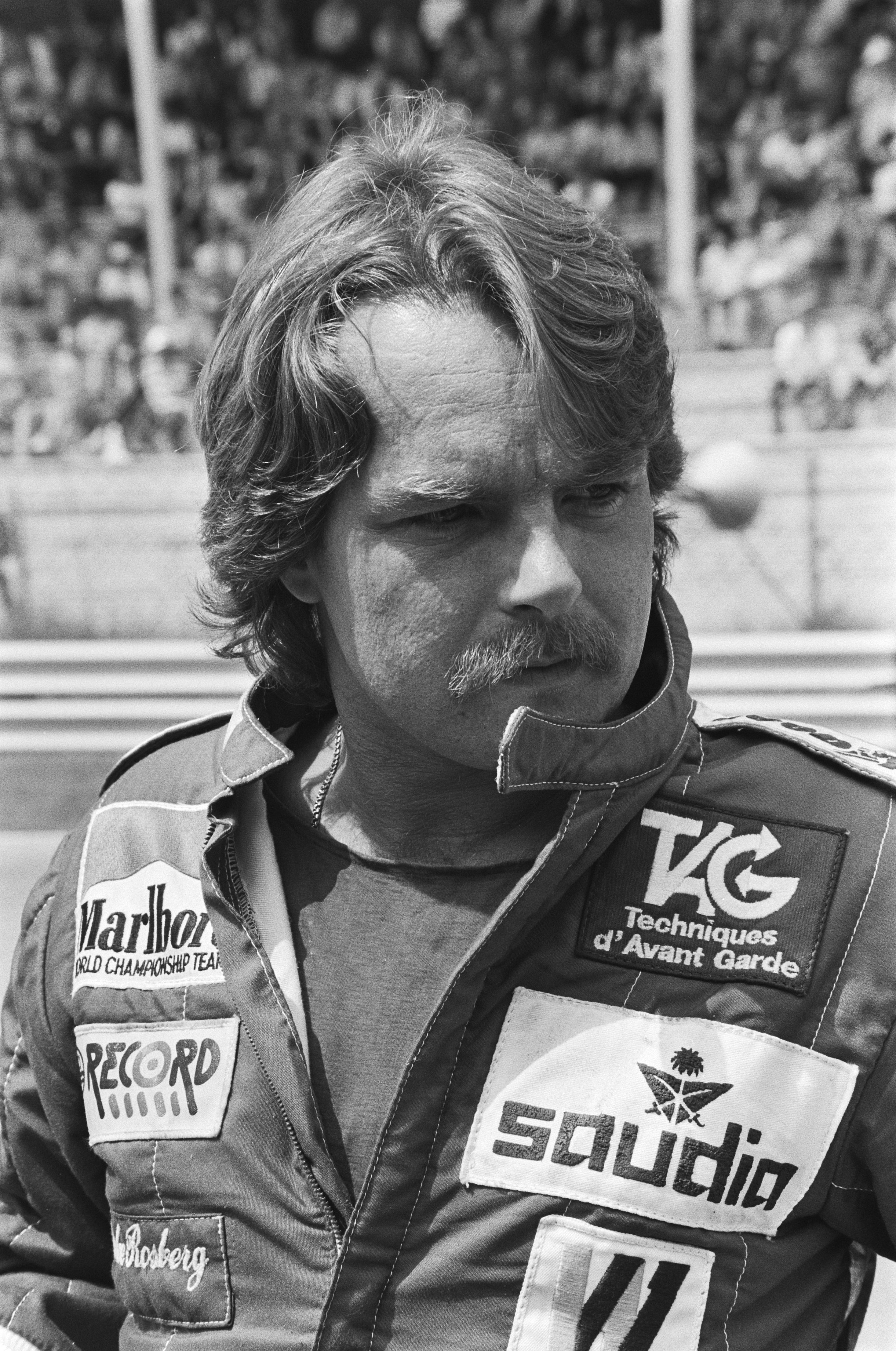
Keke Rosberg (* 6. prosince)

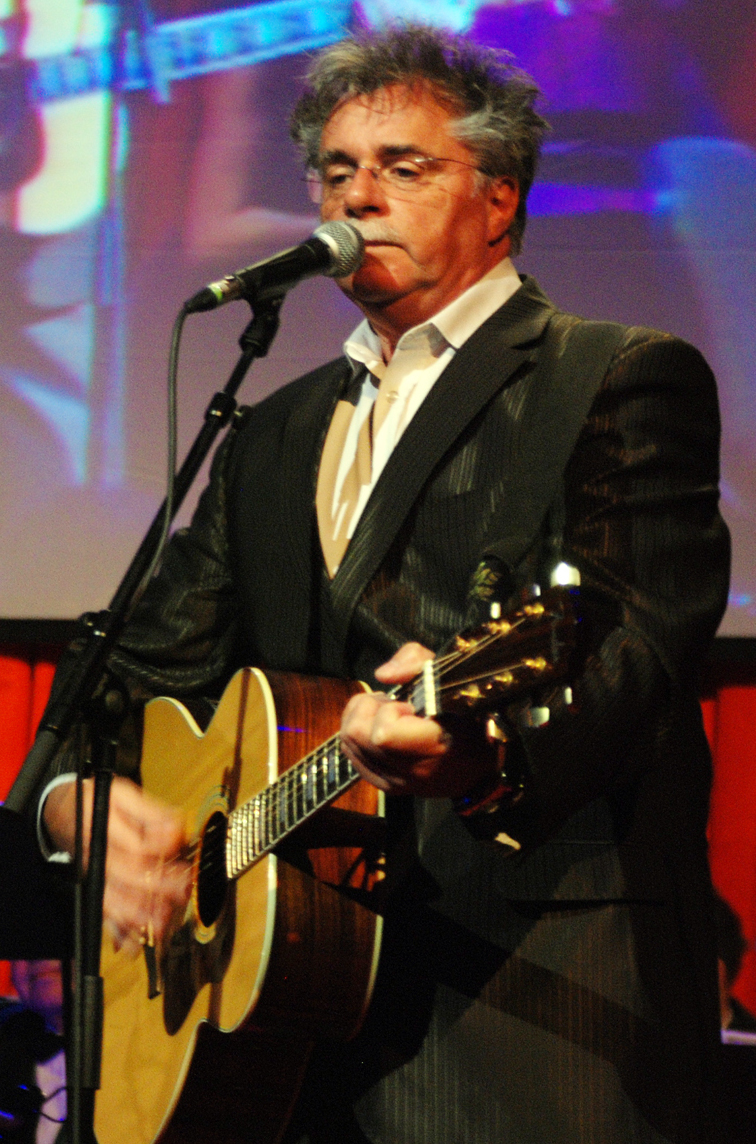
Pavol Hammel (* 7. prosince)

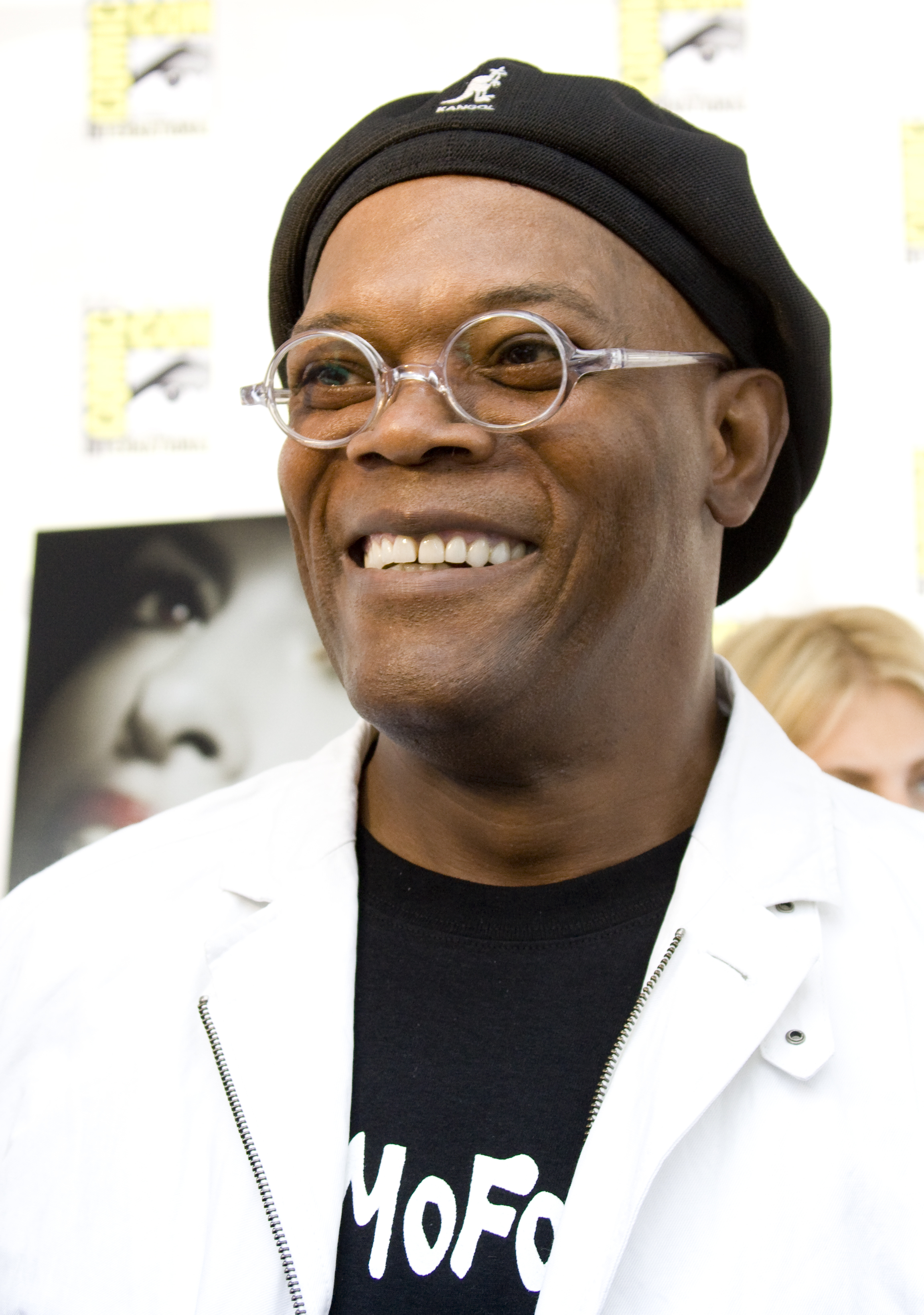
Samuel L. Jackson (* 21. prosince)

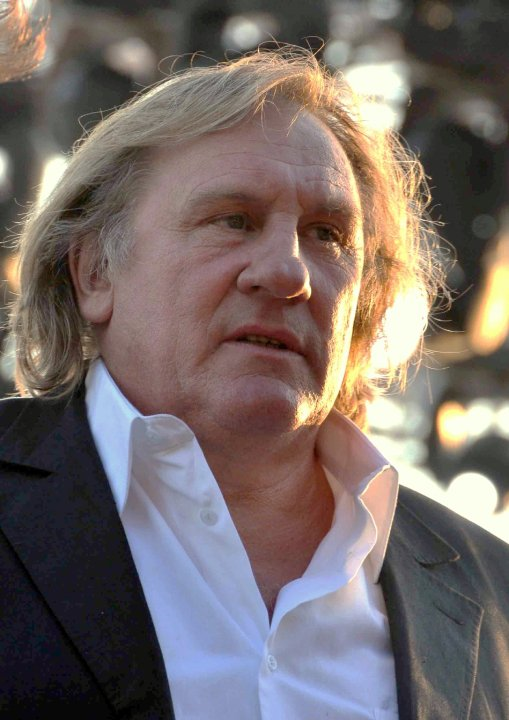
Gérard Depardieu (* 27. prosince)

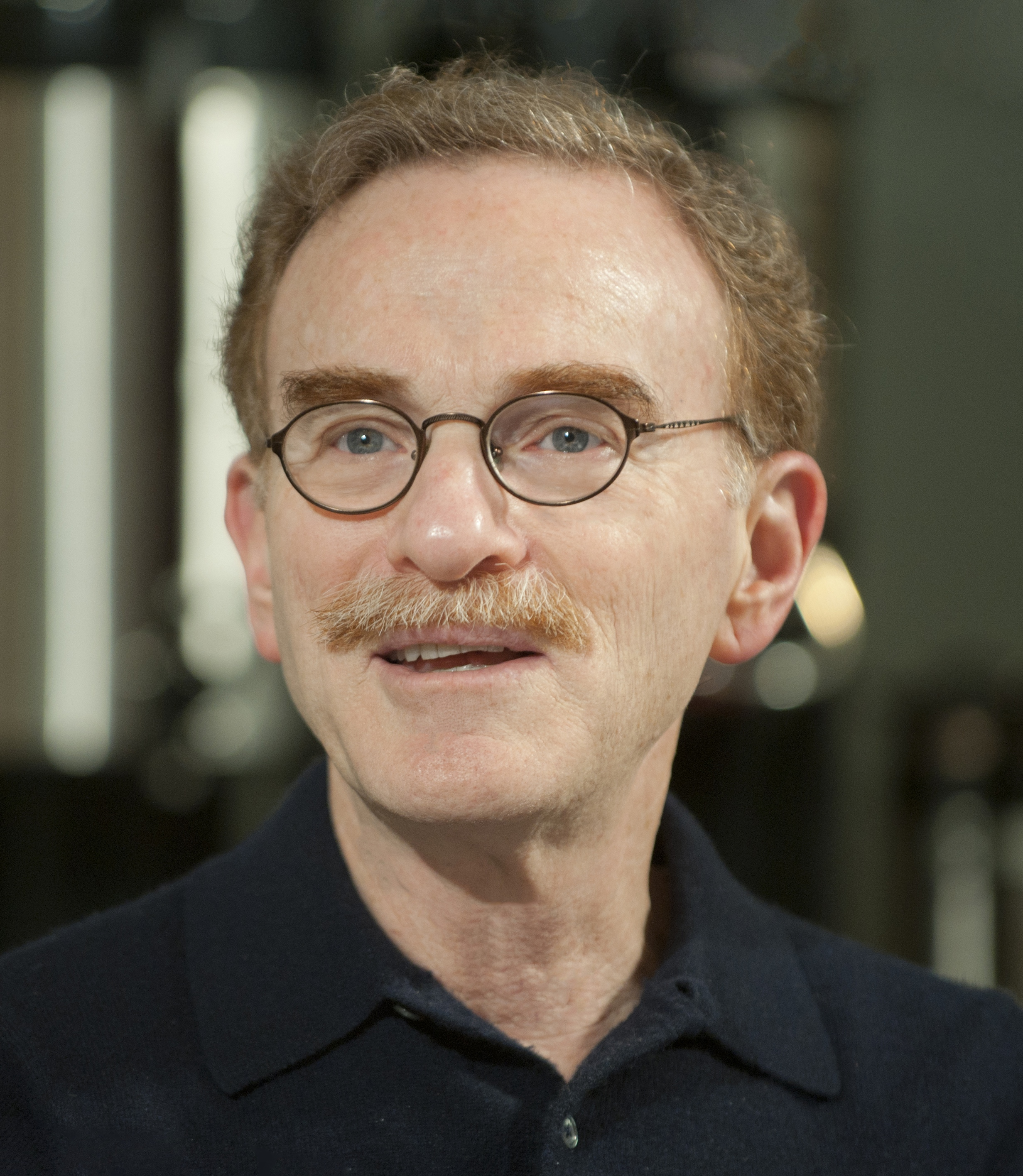
Randy Schekman (* 30. prosince)

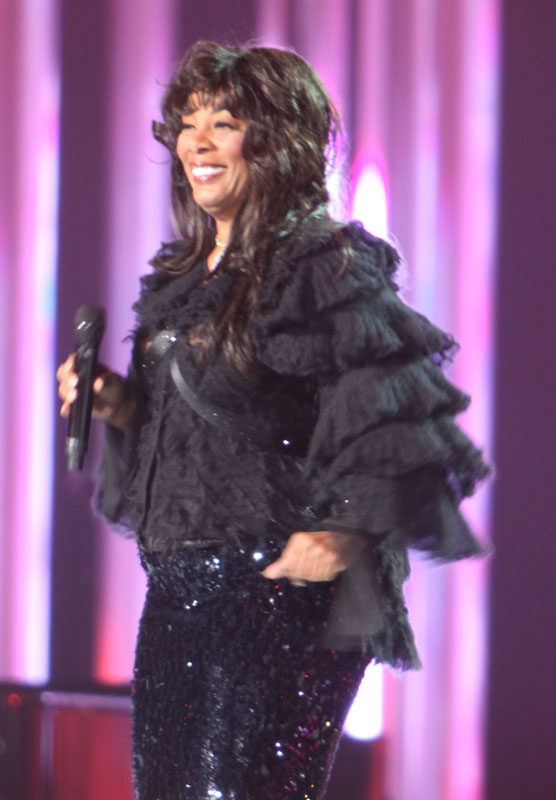
Donna Summer (* 31. prosince)

- 2. ledna – Tony Judt, britský historik († 6. srpna 2010)
- 4. ledna
  - Gennadij Gagulija, premiér Abcházie († 8. září 2018)
  - Rám Baran Jádav, nepálský prezident
- 7. ledna
  - Ján Rečo, slovenský dokumentární fotograf
  - Koloman Gögh, československý fotbalový reprezentant († 11. listopadu 1995)
- 8. ledna – Zoot Horn Rollo, americký kytarista
- 9. ledna – Cassie Gainesová, americká zpěvačka († 20. října 1977)
- 10. ledna
  - Catharina Ingelman-Sundberg, švédská spisovatelka a novinářka, námořní archeoložka
  - Miša Maisky, lotyšský violoncellista
  - Annette Wieviorka, francouzská historička
- 11. ledna
  - Ján Čapkovič, slovenský fotbalista, československý reprezentant
  - Jozef Čapkovič, slovenský fotbalista, československý reprezentant
- 12. ledna – John Etheridge, britský kytarista
- 14. ledna
  - T-Bone Burnett, americký hudebník, hudební producent a skladatel
  - Al Feuerbach, americký světový rekordman ve vrhu koulí
  - Miklós Németh, maďarský premiér
  - Valerij Charlamov, ruský hokejista († 27. srpna 1981)
- 15. ledna
  - Wolfgang Gunkel, německý veslař, olympijský vítěz na dvojce s kormidelníkem († 20. května 2020)
  - Ronnie Van Zant, americký zpěvák, textař († 20. října 1977)
- 16. ledna
  - John Carpenter, americký filmový režisér, scenárista a skladatel
  - Anatolij Solovjov, ruský kosmonaut
- 20. ledna
  - Jerry Lynn Ross, důstojník letectva a americký kosmonaut
  - Natan Šaransky, sovětský disident a izraelský politik
- 21. ledna – Anson Shupe, americký sociolog († 6. května 2015)
- 25. ledna
  - Chalífa bin Zájid Ál Nahján, prezident Spojených arabských emirátů († 13. května 2022)
  - Niwattchamrong Bunsongpchajsán, thajský premiér
- 26. ledna – Corky Laing, bubeník skupiny Mountain a West, Bruce and Laing
- 28. ledna
  - Michail Baryšnikov, lotyšský tanečník
  - Charles Taylor, prezident Libérie
- 2. února – Adolfas Šleževičius, litevský premiér
- 3. února
  - Carlos Filipe Ximenes Belo, katolický biskup, nositel Nobelovy ceny
  - Henning Mankell, švédský spisovatel († 5. října 2015)
- 4. února – Alice Cooper, americký rockový zpěvák, textař a hudebník
- 5. února
  - Christopher Guest, anglo-americký scenárista, skladatel, hudebník, režisér, herec
  - Barbara Hershey, americká herečka
  - David Wallechinsky, americký publicista a historik
  - Tom Wilkinson, britský herec († 30. prosince 2023)
- 6. února
  - José Luis Capón, španělský fotbalový obránce a reprezentant († 29. března 2020)
  - John Gosling, britský varhaník a pianista
  - Felix Mitterer, rakouský dramatik a herec
  - Barry Paris, americký novinář, spisovatel
- 11. února
  - Wayne Grudem, americký evangelikální teolog a spisovatel
  - Madeline Manningová, americká olympijská vítězka v běhu na 800 metrů
- 12. února – Ray Kurzweil, americký vynálezce, futurolog
- 15. února
  - Art Spiegelman, americký komiksový kreslíř, editor a spisovatel
  - Seidži Óko, japonský volejbalista
- 16. února – Eckhart Tolle, německý filozof a duchovní učitel
- 17. února – György Cserhalmi, maďarský herec
- 19. února – Tony Iommi, britský kytarista
- 20. února – Christopher A. Pissarides, britsko–kyperský ekonom, nositel Nobelovy ceny
- 21. února
  - Christian Vander, francouzský avantgardní bubeník, skladatel
  - Roberto de Mattei, italský katolický historik a spisovatel
- 22. února – Isaac Balie, jihoafrický historik
- 23. února – Hiroši Sugimoto, japonský fotograf
- 26. února – Nicolae Rusu, rumunský spisovatel
- 28. února
  - Mike Figgis, anglický filmový režisér, spisovatel a hudební skladatel
  - Steven Chu, americký fyzik, nositel Nobelovy ceny
  - Geoff Nicholls, britský hudebník a klávesista († 28. ledna 2017)
  - Bernadette Peters, americká herečka, zpěvačka a autorka dětských knih
- 29. února – Martin Suter, švýcarský spisovatel
- 2. března – Rory Gallagher, irský blues/rockový kytarista († 14. června 1995)
- 3. března – Snowy White, britský rockový hudebník
- 4. března
  - Mike Moran, britský hudebník a skladatel
  - Chris Squire, anglický hudebník a baskytarista († 28. června 2015)
- 5. března
  - Elaine Paige, britská zpěvačka a herečka
  - Leslie Marmon Silko, indiánská spisovatelka
  - Annette Charlesová, americká herečka († 3. srpna 2011)
  - Jan van Beveren, nizozemský fotbalista, brankář († 26. června 2011)
- 6. března
  - Karl-Josef Kuschel, německy teolog
  - Vasilios Skuris, řecký právník, předseda Evropského soudního dvora
  - Gerhard Vormwald, německý fotograf († 9. března 2016)
- 8. března – Mel Galley, anglický hard rockový kytarista († 1. července 2008)
- 9. března
  - László Lovász, maďarský matematik
  - James Taylor, americký folkrockový zpěvák a kytarista
  - Chris Thompson, britský zpěvák a kytarista
- 11. března
  - George Kooymans, nizozemský kytarista, zpěvák, hudební producent, skladatel († 23. července 2025)
  - Jan Schelhaas, britský klávesista
- 13. března – Dave Mattacks, rockový a folkový bubeník
- 14. března
  - Billy Crystal, americký herec, spisovatel, producent a filmový režisér
  - James Nachtwey, americký fotožurnalista a válečný fotograf
- 17. března – William Gibson, americký spisovatel kyberpunku
- 20. března
  - John de Lancie, americký herec
  - Bobby Orr, kanadský lední hokejista
- 22. března
  - Andrew Lloyd Webber, britský hudební skladatel
  - Steven Tyler, americký muzikant a skladatel
- 24. března – Jerzy Kukuczka, polský horolezec († 24. října 1989)
- 28. března
  - John Evan, britský hráč na klávesové nástroje
  - Dianne Wiestová, americká herečka
- 30. března – Eddie Jordan, irský automobilový závodník a konstruktér († 20. března 2025)
- 31. března
  - Edward Lachman, americký kameraman a režisér
  - Al Gore, americký demokratický politik, nositel Nobelovy ceny
- 1. dubna
  - Jimmy Cliff, jamajský ska a reggae zpěvák, hudebník a herec
  - Andrea Feldman, americká herečka († 8. srpna 1972)
- 2. dubna – Jean-Michel Wilmotte, francouzský architekt, designér a urbanista
- 3. dubna – Jaap de Hoop Scheffer, nizozemský politik, generální tajemník NATO
- 4. dubna
  - Abdullah Öcalan, vůdce a bývalý předseda PKK – Kurdské strany pracujících
  - Dan Simmons, americký spisovatel science fiction a hororu
  - Berry Oakley, americký baskytarista († 11. listopadu 1972)
- 5. dubna – Dave Holland, anglický rockový bubeník († 16. ledna 2018)
- 6. dubna
  - Patrika Darbo, americká herečka
  - Philippe Garrel, francouzský filmový režisér, scenárista, kameraman
- 7. dubna
  - Pietro Anastasi, italský fotbalista (†17. ledna 2020)
  - Arnie Robinson, americký atlet, olympijský vítěz ve skoku do dálky († 1. prosince 2020)
  - Dallas Taylor, americký bubeník († 18. ledna 2015)
- 9. dubna – Michel Godet, francouzský prognostik a futurolog
- 10. dubna
  - Fred Smith, americký baskytarista
  - Igor Novák, slovenský fotbalista, reprezentant Československa († 13. listopadu 2006)
- 12. dubna – Joschka Fischer, německý politik
- 13. dubna – Drago Jančar, slovinský prozaik, dramatik, esejista a žurnalista
- 15. dubna
  - Phil Mogg, zpěvák skupiny UFO
  - Michael Kamen, americký hudební skladatel a dirigent († 18. listopadu 2003)
- 16. dubna – Robert Kirby, britský hudebník († 3. října 2009)
- 17. dubna
  - John N. Gray, britský politický filosof a spisovatel
  - Pekka Vasala, finský olympijský vítěz v běhu na 1500 metrů z roku 1972
  - Rudolf Tajcnár, slovenský hokejista, československý reprezentant († 30. července 2005)
- 20. dubna – Craig Frost, americký hráč na klávesové nástroje
- 22. dubna – George Abela, maltský prezident
- 24. dubna – France Arhar, guvernér slovinské centrální banky
- 26. dubna – Josef Bierbichler, německý herec
- 27. dubna
  - Kate Pierson, americká zpěvačka
  - Gilles Baudry, bretonský básník
- 28. dubna – Terry Pratchett, anglický autor fantasy († 12. března 2015)
- 30. dubna
  - Wayne Kramer, americký kytarista, zpěvák a hudební skladatel († 2. února 2024)
  - Robert Tarjan, americký matematik
- 1. května – Terry Goodkind, americký spisovatel
- 4. května – George Tupou V., pátý král Tongy († 18. března 2012)
- 5. května
  - Anna Bergmanová, švédská herečka
  - John Atcherley Dew, novozélandský kardinál
  - Robert Vano, slovenský fotograf
  - Bill Ward, britský bubeník
- 6. května – Juraj Schenk, slovenský vysokoškolský učitel, sociolog, politik
- 7. května – Lluís Llach, katalánský hudebník, zpěvák a písničkář
- 9. května – Richard Hudson, anglický zpěvák-písničkář a hudebník
- 10. května – So Vin, politik barmské junty († 12. října 2007)
- 11. května – Christoph Schneider, německý bubeník
- 12. května – Steve Winwood, britský skladatel a multiinstrumentalista
- 13. května – Vladimír Kavčiak, režisér, scenárista a český spisovatel
- 15. května
  - Brian Eno, anglický hudebník, hudební producent, skladatel
  - Gary Thain, britský rockový baskytarista († 8. prosince 1975)
- 16. května – Jesper Christensen, dánský herec
- 19. května – Jean-Pierre Haigneré, francouzský kosmonaut
- 20. května – Alexandr Timošinin, sovětský dvojnásobný olympijský vítěz na dvojskifu
- 24. května – Rolf-Dieter Heuer, německý fyzik, generální ředitel CERN
- 25. května – Klaus Meine, zpěvák hard rockové, německé skupiny Scorpions
- 26. května – Stevie Nicks, americká zpěvačka a skladatelka
- 27. května – Gábor Presser, maďarský hudebník
- 30. května
  - Hiro Jamagata, japonský malíř a umělec
  - Michael Piller, americký televizní scenárista († 1. listopadu 2005)
  - Dieter Kosslick, německý ředitel
- 31. května
  - Mike Edwards, anglický violoncellista († 3. září 2010)
  - Martin Hannett, anglický hudebník a hudební producent († 10. dubna 1991)
  - John Bonham, britský bubeník a člen Led Zeppelin († 25. září 1980)
  - Světlana Alexijevičová, běloruská spisovatelka, nositelka Nobelovy ceny
- červen – Peter Dazeley, anglický fotograf
- 1. června – Marianna Krajčírová, slovenská sportovní gymnastka, stříbrná medaile z LOH 1964 a 1968.
- 4. června – Paquito D'Rivera, kubánský jazzový saxofonista a klarinetista
- 6. června – Richard Sinclair, britský baskytarista a zpěvák
- 12. června – István Sándorfi, maďarsko-francouzský malíř († 26. prosince 2007)
- 14. června – Steve Hunter, americký rockový kytarista
- 19. června – Nick Drake, britský folkový písničkář a skladatel († 25. listopadu 1974)
- 28. června – Kathy Batesová, americká herečka
- 21. června
  - Don Airey, britský hráč na klávesové nástroje
  - Ian McEwan, britský spisovatel
  - Andrzej Sapkowski, polský spisovatel
- 22. června – Todd Rundgren, americký multiinstrumentalista, zpěvák, skladatel
- 23. června
  - Merryl Wyn Davies, velšská spisovatelka († 1. února 2021)
  - Luther Kent, americký bluesový zpěvák († 16. srpna 2024)
- 24. června – Patrick Moraz, švýcarský rockový hráč na klávesové nástroje
- 29. června – Ian Paice, bubeník rockové skupiny Deep Purple
- 30. června – Raymond Leo Burke, americký kardinál
- 4. července
  - Jeremy Spencer, britský kytarista
  - Katalin Thuróczy, maďarská spisovatelka
- 5. července – Alojz Peterle, předseda vlády Slovinska
- 6. července
  - Nathalie Baye, francouzská divadelní a filmová herečka
  - Brad Park, kanadský hokejista
- 7. července – Larry Reinhardt, americký kytarista a zpěvák († 2. ledna 2012)
- 10. července
  - Bruce Fowler, americký pozounista a hudební skladatel
  - Natalija Sedychová, ruská baletka a divadelní a filmová herečka
  - Ronnie Cutrone, americký výtvarník († 21. července 2013)
- 11. července – Hector Zazou, francouzský hudební skladatel a producent († 8. září 2008)
- 12. července – Richard Simmons, americký komik, herec, a zpěvák
- 14. července
  - Peter Dinzelbacher, rakouský historik
  - Berhaneyesus Demerew Souraphiel, etiopský kardinál
- 15. července – Artimus Pyle, americký bubeník
- 16. července
  - Rubén Blades, panamský zpěvák, herec, politik
  - Manuel José Macário do Nascimento Clemente, portugalský kardinál
  - Pinchas Zukerman, izraelský houslista a dirigent
- 17. července
  - Geezer Butler, britský baskytarista
  - Brian Glascock, britský rockový bubeník
  - Ron Asheton, americký rockový kytarista († 1. ledna 2009)
- 18. července
  - Hartmut Michel, německý chemik, nositel Nobelovy ceny
  - Cesar Zuiderwijk, nizozemský rockový bubeník
- 19. července – Keith Godchaux, americký rockový klávesista († 23. července 1980)
- 21. července
  - Beppe Grillo, italský komik, herec, politik
  - Cat Stevens, britský hudebník
- 22. července – Otto Waalkes, německý bavič a herec
- 25. července – Milan Richter, slovenský básník, dramatik, překladatel, publicista, diploma
- 26. července – Norberto Puzzolo, argentinský umělec a fotograf
- 29. července – Me'ir Šalev, izraelský spisovatel
- 30. července
  - Jean Reno, francouzský herec španělského původu
  - Otis Taylor, americký bluesový hudebník
- 1. srpna – David Gemmell, anglický spisovatel fantasy († 28. července 2006)
- 2. srpna
  - Robert Holdstock, britský autor fantasy († 29. listopadu 2009)
  - Michael Sorkin, americký architekt, urbanista, spisovatel a akademik († 26. března 2020)
- 4. srpna – Jean-Pierre Raffarin, francouzský premiér
- 5. srpna – Efraim Zuroff, izraelský historik, ředitel kanceláře Centra Simona Wiesenthala
- 6. srpna – Mykola Avilov, sovětský olympijský vítěz v desetiboji
- 8. srpna – Světlana Savická, sovětská kosmonautka ruské národnosti
- 13. srpna – Anthony Moore, britský experimentální hudebník a skladatel
- 16. srpna – Barry Hay, nizozemský zpěvák, kytarista a flétnista
- 17. srpna – Zuzana Homolová, slovenská zpěvačka, folková písničkářka
- 20. srpna
  - John Noble, australský herec a divadelní režisér
  - Robert Plant, anglický rockový zpěvák
- 22. srpna
  - David Marks, americký zpěvák a kytarista
  - Carsten Thomassen, dánský matematik
- 23. srpna – Jurij Jechanurov, ukrajinský premiér
- 24. srpna
  - Jean-Michel Jarre, francouzský skladatel a hudební tvůrce
  - Sauli Niinistö, finský prezident
- 26. srpna – Magda Vášáryová, slovenská herečka, diplomatka a politička
- 28. srpna
  - Vonda N. McIntyre, americká spisovatelka († 1. dubna 2019)
  - Alexander McCall Smith, zimbabwsko-britský spisovatel
- 30. srpna
  - Michèle Rozenfarb, francouzská spisovatelka a psychoanalytička
  - Viktor Skumin, ruský a sovětský vědec, psychiatr, filozof a spisovatel
- 31. srpna – Rudolf Schenker, německý kytarista
- 2. září – Christa McAuliffeová, americká astronautka, která tragicky zahynula († 28. ledna 1986)
- 3. září
  - Don Brewer, bubeník americké rockové skupiny Grand Funk Railroad
  - Levy Mwanawasa, prezident Zambie
- 4. září – Michael Berryman, americký herec
- 16. září – Kenney Jones, anglický rockový bubeník
- 18. září – Simon Mawer, anglický spisovatel
- 19. září
  - Jeremy Irons, britský herec
  - Nadija Tkačenková, ukrajinská olympijská vítězka a mistryně Evropy v pětiboji
- 20. září – George R. R. Martin, americký spisovatel sci-fi a fantasy
- 25. září – Ștefan Birtalan, rumunský házenkář († 27. května 2024)
- 26. září
  - Olivia Newton-Johnová, australská zpěvačka, skladatelka a herečka
  - Maurizio Gucci, italský podnikatel a vnuk zakladatele značky Gucci († 27. března 1995)
- 27. září – Jozef Banáš, slovenský prozaik, dramatik, diplomat a politik
- 28. září
  - Július Haas, slovenský hokejista, československý reprezentant
  - Danny Weis, americký rockový kytarista
- 29. září
  - Mark Farner, americký zpěvák, kytarista a skladatel,
  - John French, americký rockový bubeník a zpěvák
  - Theo Jörgensmann, německý klarinetista a skladatel jazzové hudby
  - Mike Pinera, americký rockový kytarista a zpěvák
- 1. října – Cub Koda, americký rockový zpěvák, kytarista skladatel († 1. července 2000)
- 2. října
  - Avery Brooks, americký herec, jazzový a operní zpěvák
  - Persis Khambattaová, indická modelka a herečka († 18. srpna 1998)
- 6. října
  - Gerry Adams, irský republikánský politik a aktivista
  - Glenn Branca, americký avantgardní skladatel a kytarista († 13. května 2018)
- 8. října
  - Gottfried Helnwein, rakousko-irský výtvarný umělec
  - Claude Jade, francouzská filmová herečka († 1. prosince 2006)
  - Johnny Ramone, kytarista americké punkové skupiny Ramones († 15. září 2004)
- 9. října
  - Jackson Browne, americký folkový zpěvák-skladatel, kytarista, pianista
  - Caleb Quaye, britský kytarista
  - Gaby Schusterová, německá spisovatelka
- 10. října – Władysław Komendarek, polský hudebník a hudební skladatel
- 11. října – Peter Turkson, ghanský kardinál
- 12. října
  - Rick Parfitt, britský rockový kytarista a zpěvák († 24. prosince 2016)
  - Catherine Jourdan, francouzská herečka a modelka († 18. února 2011)
- 13. října – Nusrat Fateh Ali Khan, pákistánský zpěvák a hráč na harmonium († 16. srpna 1997)
- 15. října – Paul Rossilli, americký herec
- 17. října – Robert Jordan, americký spisovatel († 16. září 2007)
- 18. října – Lynette Davies, velšská divadelní, televizní a filmová herečka († 1. prosince 1993)
- 22. října – Anton Gill, anglický spisovatel
- 23. října – Belita Woods, americká zpěvačka († 14. května 2012)
- 24. října – Phil Bennett, velšský ragbista († 12. června 2022)
- 26. října – Allan Warren, britský fotograf, spisovatel a herec
- 29. října – Charles Maung Bo, myanmarský kardinál
- 1. listopadu
  - Ole Fick, dánský hudebník, malíř a herec
  - Calvin Russell, americký roots rockový zpěvák-skladatel a kytarista († 3. dubna 2011)
- 4. listopadu – Amadou Toumani Touré, malijský politik, v letech 2002 až 2012 prezident země
- 5. listopadu
  - Peter Hammill, anglický zpěvák, skladatel
  - Bernard-Henri Lévy, francouzský filozof
  - William Daniel Phillips, americký fyzik, nositel Nobelovy ceny
- 6. listopadu – Robert Hübner, německý šachový velmistr († 5. ledna 2025)
- 9. listopadu
  - Bille August, dánský režisér, kameraman a scenárista
  - Dimitar Zlatanov, bulharský volejbalista
- 11. listopadu – Hannibal Marvin Peterson, americký jazzový trumpetista a hudební skladatel
- 12. listopadu – Hasan Rúhání, íránský prezident
- 14. listopadu – Karel III., britský král
- 16. listopadu – Oliver Shanti, hudebník New Age
- 17. listopadu – William L. Jungers, americký antropolog
- 18. listopadu – Ana Mendieta, kubánská výtvarnice († 8. září 1985)
- 19. listopadu – Per Odeltorp, švédský baskytarista a zpěvák († 23. ledna 2012)
- 20. listopadu
  - Jaroslav Čvančara, pedagog, historik, spisovatel, publicista a hudebník
  - Barbara Hendricks, afroamerická sopranistka
  - Gunnar Nilsson, švédský pilot F1 († 20. října 1978)
- 21. listopadu
  - John Bundrick, americký rockový zpěvák a hudebník
  - Michel Sulajmán, libanonský prezident
  - Mark Tulin, americký baskytarista († 26. února 2011)
- 23. listopadu – Bruce Vilanch, americký scenárista, skladatel a herec
- 24. listopadu – Tony Bourge, britský kytarista
- 26. listopadu
  - Elizabeth Blackburnová, americká bioložka, nositelka Nobelovy ceny
  - Dennis Ross, americký diplomat a spisovatel
  - Galina Prozumenščikovová, plavkyně, reprezentantka Sovětského svazu, pět olympijských medailí († 19. července 2015)
- 28. listopadu
  - Agnieszka Holland, polská filmová režisérka a scenáristka
  - Gáspár Miklós Tamás, sedmihradský filozof, politik a publicista († 15. ledna 2023)
- 3. prosince
  - Benny Morris, izraelský historik
  - Ozzy Osbourne, britský zpěvák heavymetalové kapely Black Sabbath († 22. července 2025)
- 6. prosince – Keke Rosberg, finský automobilový závodník
- 7. prosince – Pavol Hammel, slovenský hudebník a zpěvák
- 8. prosince – Luís Angel Caffarelli, argentinský matematik
- 11. prosince – Chester Thompson, americký bubeník
- 12. prosince – Elijahu Rips, izraelský matematik
- 13. prosince
  - Ted Nugent, americký rockový kytarista, zpěvák, herec
  - David O'List, britský kytarista a zpěvák
  - Lester Bangs, americký novinář a zpěvák († 30. dubna 1982)
- 17. prosince – Darryl Way, britský rockový hudebník
- 18. prosince – Bill Nelson, britský kytarista, zpěvák, producent a skladatel
- 19. prosince – Zuzana Kocúriková, slovenská herečka
- 20. prosince
  - Alan Parsons, britský audio inženýr, muzikant a producent
  - Stevie Wright, australský hudebník a skladatel
- 21. prosince – Samuel L. Jackson, americký herec
- 22. prosince – Nicolae Timofti, moldavský prezident
- 25. prosince – Merry Clayton, americká zpěvačka
- 27. prosince – Gérard Depardieu, francouzský herec
- 28. prosince – Ziggy Modeliste, americký bubeník
- 29. prosince – Jurij Gorbačov, ruský malíř a sochař
- 30. prosince – Randy Schekman, americký buněčný biolog a biochemik, nositel Nobelovy ceny
- 31. prosince
  - Viktor Michajlovič Afanasjev, ruský kosmonaut
  - Joe Dallesandro, americký herec
  - Donna Summer, americká zpěvačka († 17. května 2012)

## Úmrtí

### Česko

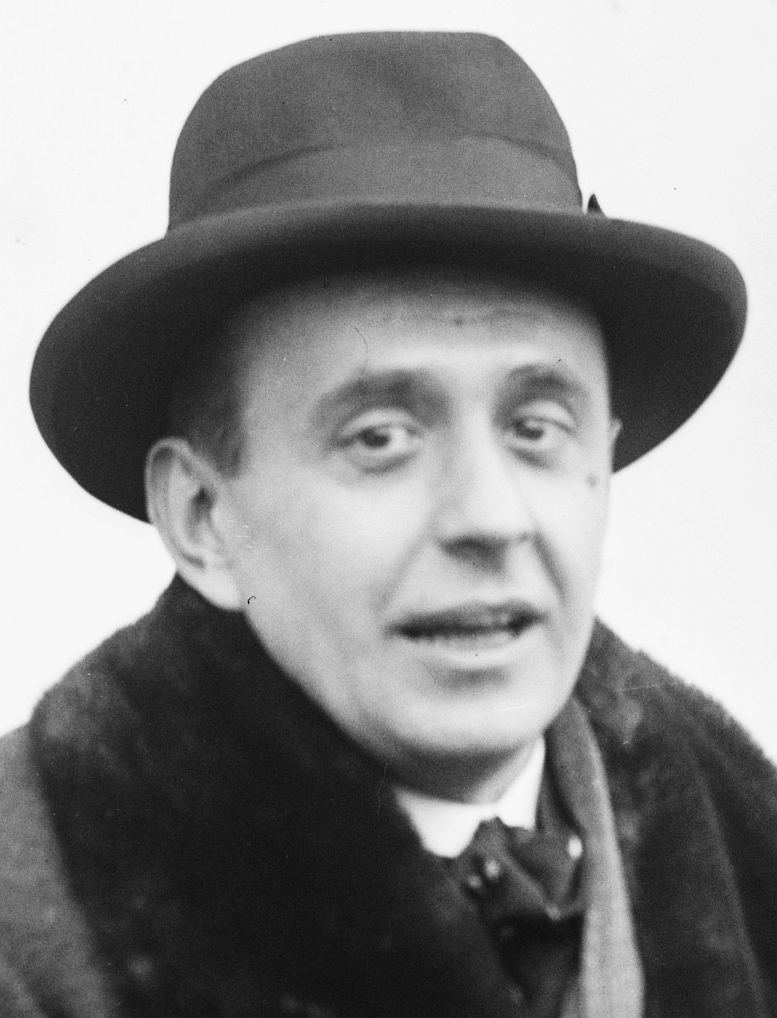
Jan Masaryk († 10. března)

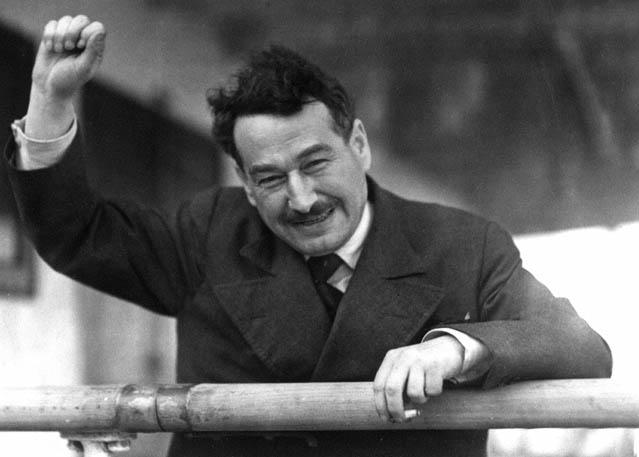
Egon Erwin Kisch († 31. března)

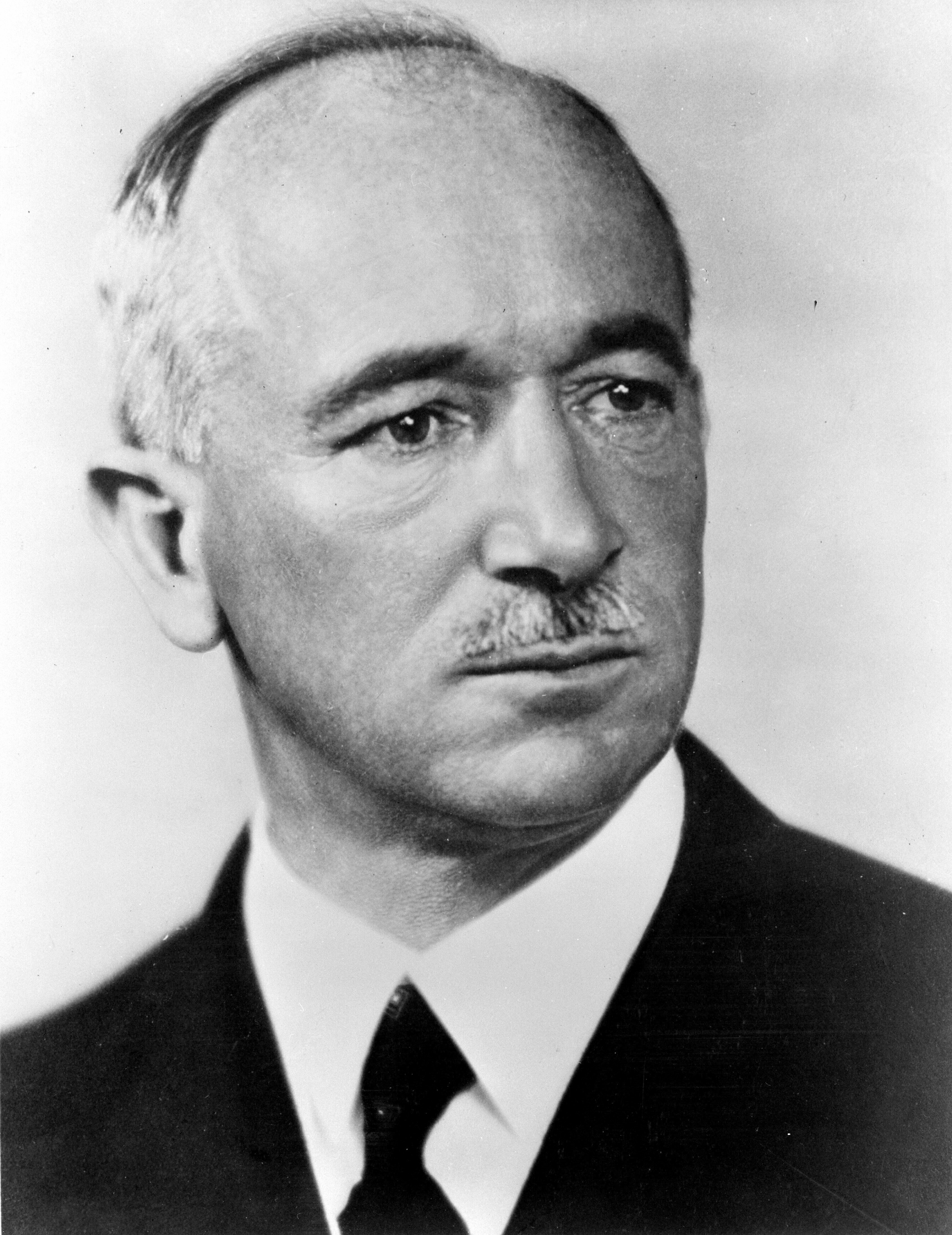
Edvard Beneš († 3. september)

- 01. ledna – Rudolf Bechyně, politik, ministr několika vlád (* 6. dubna 1881)
- 06. ledna – František Langr, československý politik (* 31. května 1881)
- 07. ledna – Josef Šamalík, československý politik (* 27. dubna 1875)
- 16. ledna – Rudolf Franz Lehnert, fotograf českého původu (* 13. července 1878)
- 21. ledna – Karel Kavina, botanik (* 4. září 1890)
- 26. ledna – Bohumil Vendler, sbormistr, dirigent, hudební pedagog a skladatel (* 16. června 1865)
- 27. ledna – Robert Schälzky, československý politik, velmistr Řádu německých rytířů (* 13. srpna 1882)
- 25. února – Jaroslav Rouček, československý politik (* 18. května 1874)
- 03. března – Antonín Beňa, moravský učitel, violista a zpěvák (* 30. května 1877)
- 08. března – Rudolf Karel Löw, poslední převor řádového konventu v Bělé pod Bezdězem (* 29. prosince 1871)
- 10. března – Jan Masaryk, československý ministr zahraničí (* 14. září 1886)
- 12. března – Robert Mayr-Harting, ministr spravedlnosti Československa (* 13. září 1874)
- 25. března – Florian Tománek, československý politik slovenské národnosti (* 4. května 1879)
- 31. března – Egon Erwin Kisch, novinář a spisovatel (* 29. dubna 1885)
- 08. dubna – Rudolf Mlčoch, podnikatel, novinář a politik (* 17. dubna 1880)
- 11. dubna – Karel Handzel, autor povídek z ostravského prostředí, překladatel (* 24. října 1885)
- 19. dubna – Luděk Pik, československý politik, poslanec a starosta Plzně (* 18. května 1876)
- 15. dubna – Radola Gajda, voják, jeden z hlavních velitelů československých legií v Rusku (* 1892)
- 27. dubna
  - Milan Svoboda, divadelní režisér, pedagog a překladatel (* 29. prosince 1883)
  - Josef Hucl, československý politik (* 25. prosince 1871)
- 02. května – Franz Palme, československý politik německé národnosti (* 17. srpna 1865)
- 03. května – Antonín Moudrý, architekt (* 7. května 1892)
- 05. května – Karel Scheinpflug, novinář a spisovatel (* 28. prosince 1869)
- 08. května – Karl Hilgenreiner, českoněmecký kněz, teolog a politik (* 22. února 1867)
- 11. května – Vladimír Polívka, klavírista, spisovatel, hudební skladatel a pedagog (* 6. července 1896)
- 27. května – Augustin Schramm, komunistický funkcionář a agent NKVD (* 2. března 1907)
- 10. června – Stanislav Mašata, varhaník a skladatel (* 4. května 1903)
- 16. června – Václav Knotek, šifrant vojenské zpravodajské služby, oběť komunismu (* 27. května 1910)
- 17. června – František Kroiher, československý politik (* 2. prosince 1871)
- 19. června – Methoděj Charvát, československý politik (* 5. července 1875)
- 04. července – Richard Teschner, malíř, řezbář, libretista a hudební skladatel (* 22. března 1879)
- 06. července – František Svoboda, fotbalista (* 5. srpna 1906)
- 09. července – Jiří Živný, dramatik (* 24. května 1876)
- 11. července – Viktorin Vojtěch, profesor fotochemie a vědecké fotografie (* 16. července 1879)
- 13. července – Zdeněk Rón, prozaik, dramatik, kulturní publicista a básník (* 23. května 1889)
- 03. září – Edvard Beneš, československý prezident (* 28. května 1884)
- 08. září – Hynek Kubát, kladenský hudební pedagog a dirigent (* 19. srpna 1871)
- 12. září – Antonín Alois Weber, 16. biskup litoměřický (* 24. října 1877)
- 06. října – Oldřich Hilmera, sbormistr a hudební skladatel (* 29. března 1891)
- 12. října – Vilém Bitnar, historik a spisovatel (* 11. dubna 1874)
- 22. října – Karl Eugen Schmidt, československý politik německé národnosti (* 29. října 1865)
- 08. listopadu
  - Zdeněk Jarkovský, hokejový brankář (* 3. října 1918)
  - Miloslav Pokorný, hokejista (* 5. října 1926)
  - Karel Stibor, hokejista (* 5. listopadu 1924)
  - Zdeněk Švarc, hokejista (* 16. prosince 1919)
  - Ladislav Troják, hokejista (* 15. června 1914)
  - Vilibald Šťovík, hokejista (* 9. října 1917)
- 12. listopadu – Jaroslav Rychtera, československý politik (* 24. dubna 1874)
- 14. listopadu – Karel Moudrý, československý politik (* 20. října 1871)
- 24. listopadu – Hans Watzlik, česko-německý spisovatel (* 16. prosince 1879)
- 11. prosince – Felix Časný, československý politik (* 28. prosince 1864)
- 20. prosince – Antonín Jakl, houslista a skladatel (* 24. července 1873)
- 22. prosince – Karol Kmeťko, biskup nitranský, československý politik slovenské národnosti (* 12. prosince 1875)
- 23. prosince – Matouš Mandl, poslední purkmistr Plzně (* 27. ledna 1865)
- 26. prosince – Augustin Alois Neumann, historik a profesor církevních dějin (* 14. června 1891)

### Svět

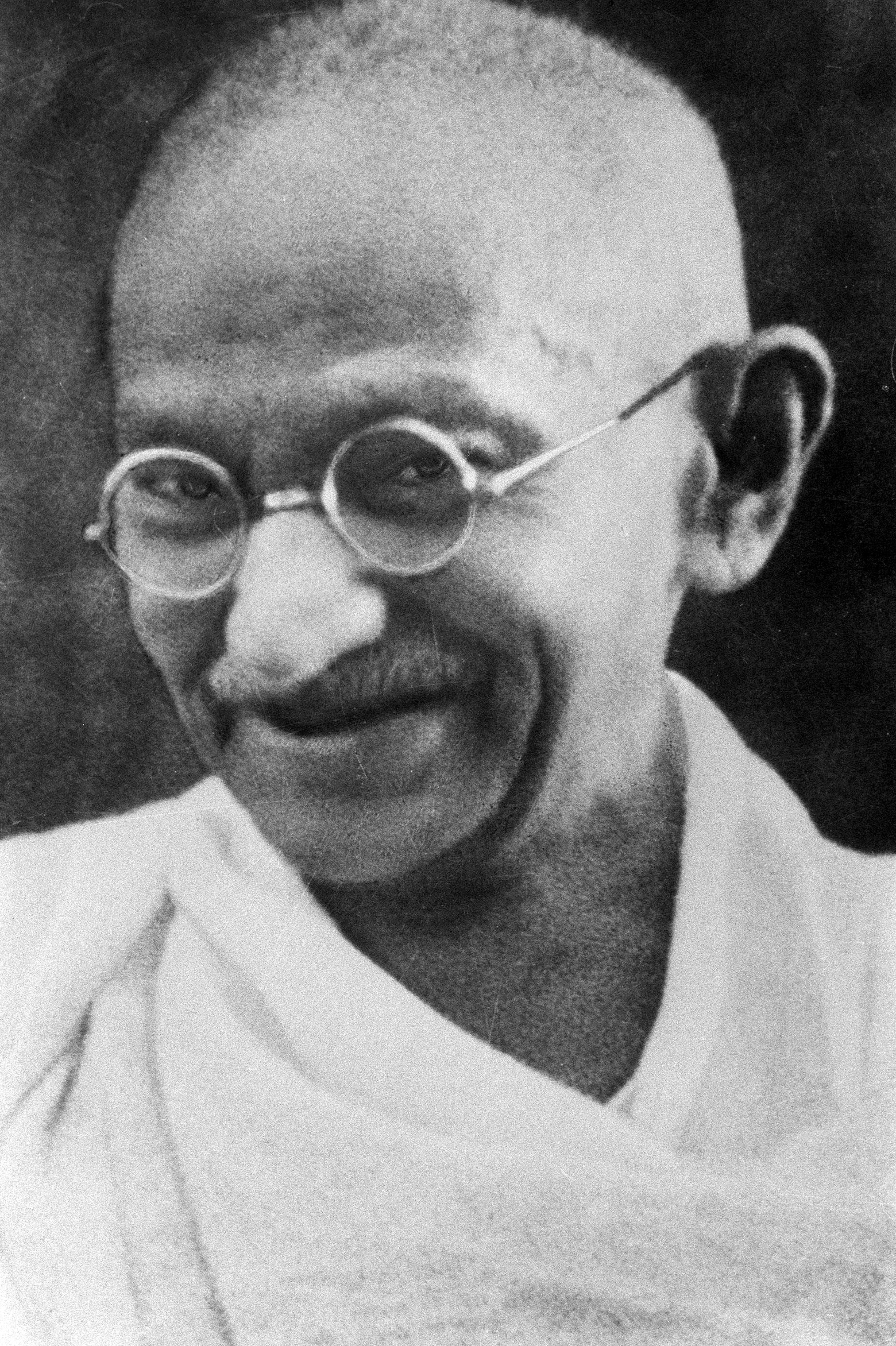
Mahátma Gándhí († 30. ledna)

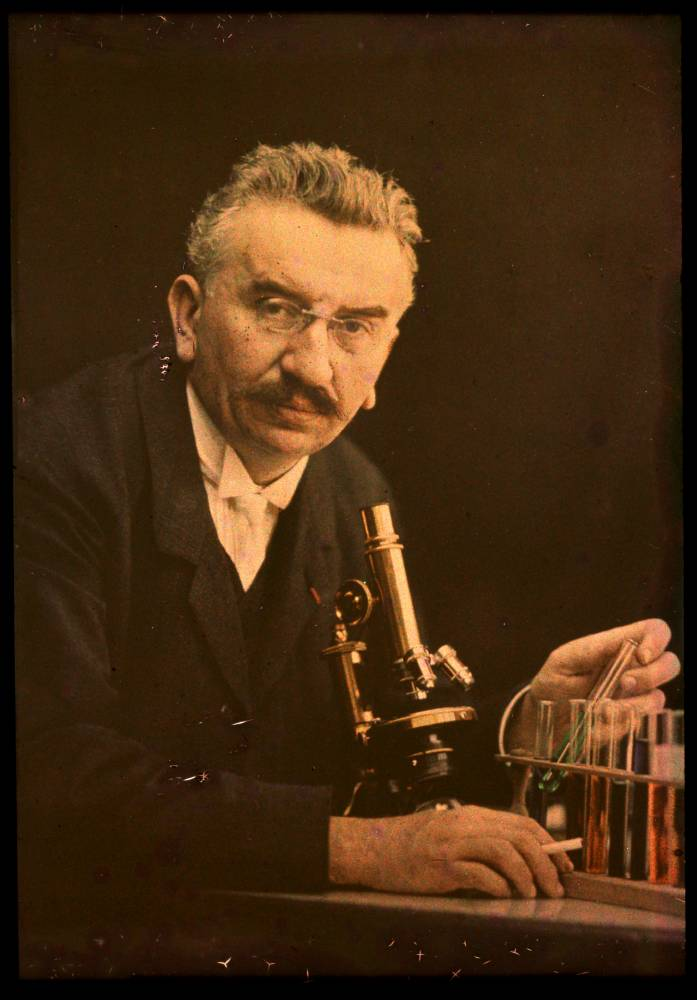
Louis Jean Lumiere († 6. června)

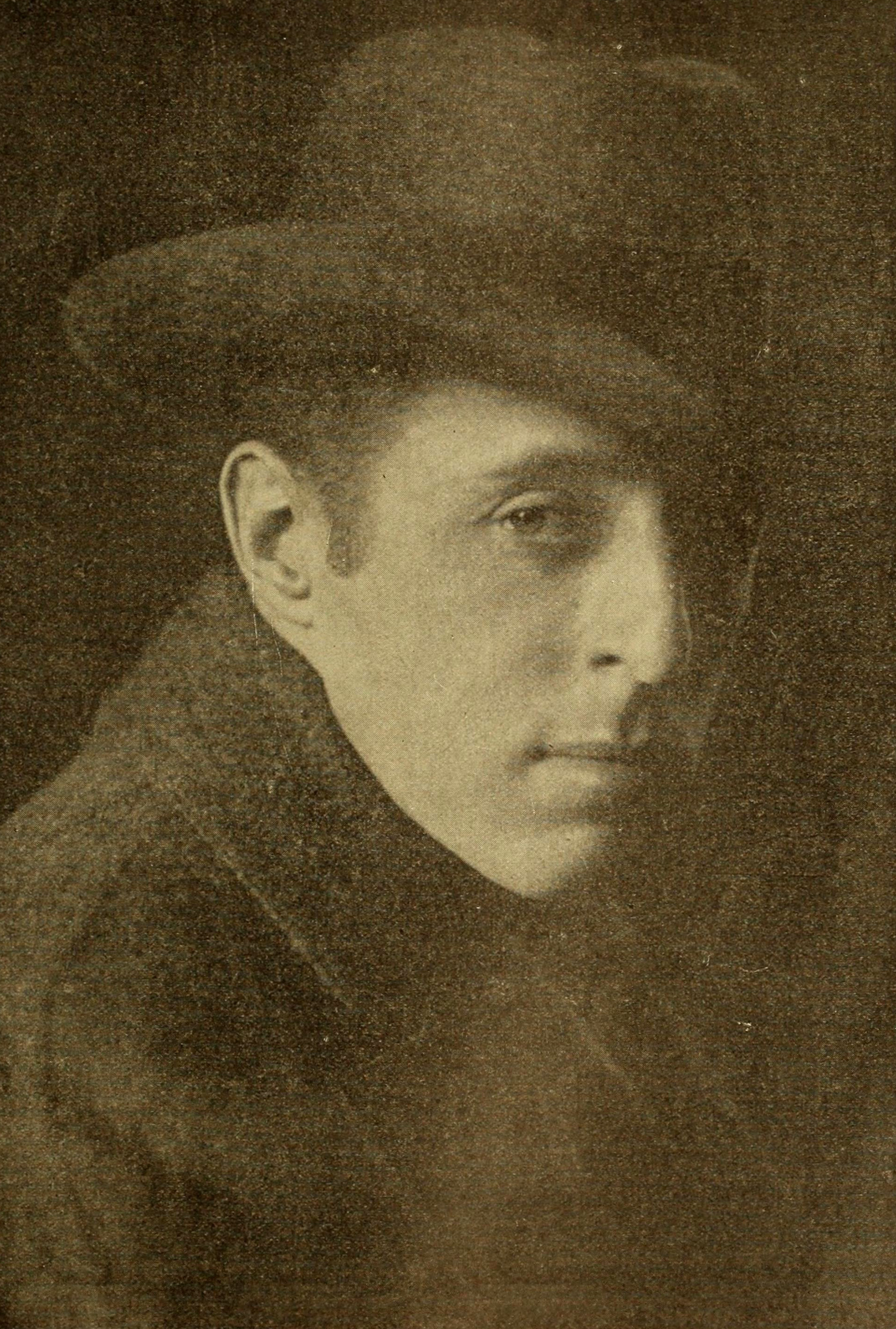
D. W. Griffith († 23. července)

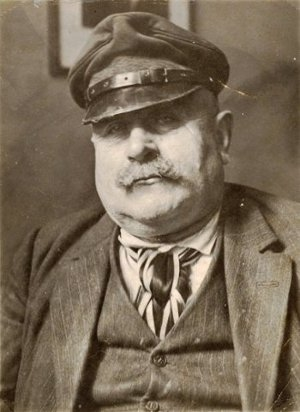
Jan Eskymo Welzl († 19. září)

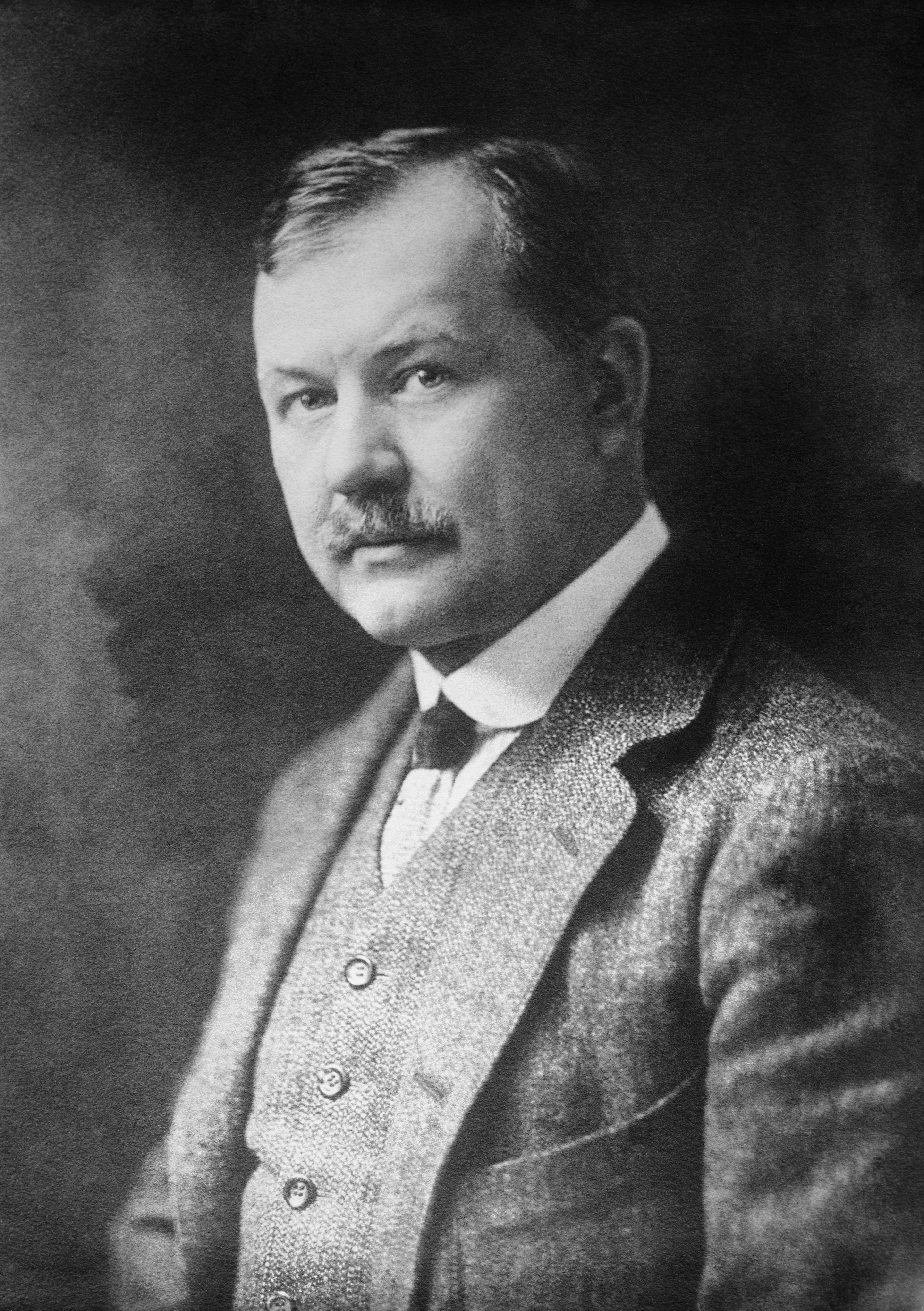
Franz Lehár († 24. října)

- 8. ledna – Kurt Schwitters, německý malíř, básník a reklamní grafik (* 20. června 1887)
- 13. ledna – Solomon Michoels, sovětský divadelní herec a ředitel Moskevského státního židovského divadla (* 16. března 1890)
- 19. ledna – Jozef Škultéty, slovenský literární kritik a historik (* 1853)
- 21. ledna – Ermanno Wolf-Ferrari, italský hudební skladatel (* 12. ledna 1876)
- 28. ledna
  - Arthur Liebehenschel, velitel vyhlazovacích táborů Auschwitz-Birkenau a Majdanek (* 25. listopadu 1901)
  - Hans Aumeier, německý nacista (* 20. srpna 1906)
- 30. ledna
  - Arthur Coningham, velitel letectva při Operaci Overlord (* 19. ledna 1895)
  - Orville Wright, spolutvůrce prvního letadla (* 19. srpna 1871)
  - Mahátma Gándhí, indický politik (* 2. října 1869)
- 31. ledna
  - Marie Luisa Hannoverská, hannoverská, britská a bádenská princezna (* 11. října 1879)
  - Oscar Slater, oběť justičního omylu (* 8. ledna 1872)
- 2. února – Bevil Rudd, jihoafrický, sprinter, olympijský vítěz v běhu na 400 metrů z roku 1920 (* 5. října 1894)
- 11. února – Sergej Michajlovič Ejzenštejn, sovětský filmový režisér (* 1898)
- 14. února – Hugo Erfurth, německý fotograf (* 14. října 1874)
- 4. března – Antonin Artaud, francouzský básník a divadelník (* 4. září 1896)
- 5. března – Behiye Sultan, osmanská princezna (* 20. září 1881)
- 10. března – Zelda Fitzgeraldová, americká spisovatelka (* 24. července 1900)
- 18. března – Ernest Rude, norský fotograf (* 23. ledna 1871)
- 20. března – Avetis Aharonjan, arménský prezident (* 1866)
- 24. března – Nikolaj Berďajev, ruský křesťanský filosof (* 18. března 1874)
- 28. března – Odo Casel, německý teolog (* 27. září 1886)
- 4. dubna – Mileva Marićová, matematička, fyzička a manželka Alberta Einsteina (* 19. prosince 1875)
- 6. dubna – Ludwig von Flotow, ministr zahraničí Rakouska-Uherska (* 17. listopadu 1867)
- 17. dubna – John William Madden, první trenér fotbalové Slavie (* 11. června 1865)
- 24. dubna – Manuel María Ponce, mexický skladatel a klavírista (* 8. prosince 1882)
- 30. dubna – Wilhelm von Thoma, generál Wehrmachtu za druhé světové války (* 11. září 1891)
- 17. května – David Evans, velšský hudební skladatel (* 6. února 1874)
- 18. května – Francisco Alonso, španělský hudební skladatel (* 9. května 1887)
- 20. května – Bogumił Šwjela, dolnolužický evangelický duchovní, jazykovědec (* 5. září 1873)
- 25. května – Witold Pilecki, spoluzakladatel protinacistické odbojové organizace Tajná polská armáda (* 13. května 1901)
- 1. června
  - Sonny Boy Williamson I, americký bluesový zpěvák (* 30. března 1914)
  - José Vianna da Motta, portugalský klavírista a skladatel (* 22. dubna 1868)
- 2. června – Waldemar Hoven, nacistický válečný zločinec (* 10. února 1903)
- 6. června – Louis Jean Lumiere, jeden z prvních filmových tvůrců (* 5. října 1864)
- 9. června – James Young, americký filmový režisér, herec a scenárista (* 1. ledna 1872)
- 13. června – Otto Marburg, rakouský neurolog (* 1874)
- 20. června – Luisa z Thurnu a Taxisu, hohenzollernská princezna (* 1. června 1859)
- 5. července – Georges Bernanos, francouzský spisovatel (* 20. února 1888)
- 8. července – George Mehnert, americký zápasník, olympijský vítěz (* 3. listopadu 1882)
- 11. července
  - John Anderson, americký olympijský vítěz v hodu diskem (* 4. července 1907)
  - Franz Weidenreich, německý anatom a antropolog (* 7. června 1873)
- 15. července – John J. Pershing, americký vojevůdce (* 13. září 1860)
- 21. července – Arshile Gorky, americký malíř (* 15. dubna 1904)
- 23. července – D. W. Griffith, americký filmový režizér (* 22. ledna 1875)
- 25. července – Leo Kammel, rakouský architekt (* 15. března 1885)
- 31. července – George Adee, americký fotbalista a tenista (* 4. ledna 1874)
- červenec – Karl Brandt, osobní lékař Adolfa Hitlera (* 8. ledna 1904)
- 12. srpna – Arso Jovanović, černohorský partyzán a politik (* 24. března 1907)
- 14. srpna – Eliška Misáková, sportovní gymnastka, zlato na OH 1948 (* 12. října 1926)
- 16. srpna – Babe Ruth, americký baseballový hráč (* 6. února 1895)
- 18. srpna – Vilém Habsbursko-Lotrinský, syn arcivévody Karla Štěpána, následník trůnu (* 10. února 1895)
- 20. srpna – Emery Roth, americký architekt (* 1871)
- 22. srpna – Josef Bühler, německý válečný zločinec (* 16. února 1904)
- 26. srpna – William James, kanadský fotograf (* 1866)
- 27. srpna – Charles Evans Hughes, předseda Nejvyššího soudu USA (* 11. dubna 1862)
- 28. srpna – Pavel Semjonovič Rybalko, sovětský vojevůdce, velitel tankové armády (* 4. listopadu 1894)
- 31. srpna – Andrej Ždanov, sovětský komunistický politik a ideolog (* 26. února 1896)
- 7. září – André Suarès, francouzský spisovatel (* 12. června 1866)
- 10. září – Ferdinand I. Bulharský, bulharský car, spisovatel, botanik a filatelista (* 26. února 1861)
- 11. září – Muhammad Alí Džinnáh, generální guvernér Pákistánu (* 25. prosince 1876)
- 16. září – Manuel Arce y Ochotorena, tarragonský arcibiskup a kardinál (* 18. srpna 1879)
- 17. září
  - Ruth Benedictová, americká kulturní antropoložka (* 5. června 1887)
  - Folke Bernadotte, švédský diplomat (* 1884)
- 18. září – Jan Eskymo Welzl, cestovatel a dobrodruh (* 15. srpna 1868)
- 30. září – Edith Rooseveltová, manželka prezidenta USA Theodora Roosevelta (* 6. srpna 1861)
- 3. října – Alois Wolfmüller, německý vynálezce, konstruktér a průkopník letectví (* 24. dubna 1864)
- 14. října – Marie Meklenburská, princezna Julius Ernst z Lippe (* 8. května 1878)
- 18. října – Walther von Brauchitsch, vrchní velitel německé armády (* 4. října 1881)
- 21. října – Maxim Petrovič Dmitrijev, ruský fotograf (* 21. srpna 1858)
- 20. října – Mathilde Alanicová, francouzská spisovatelka (* 10. ledna 1864)
- 24. října – Franz Lehár, rakouský hudební skladatel (* 30. dubna 1870)
- 8. listopadu
  - Ladislav Troják, slovenský hokejista (* 1914)
  - Petr Ferdinand Toskánský, rakouský arcivévoda a titulární toskánský velkovévoda (* 12. května 1874)
- 12. listopadu – Umberto Giordano, italský operní skladatel (* 28. srpna 1867)
- 13. listopadu – Samuel C. Bradford, anglický knihovník (* 10. ledna 1878)
- 23. listopadu – Uzeir Hadžibekov, ázerbájdžánský hudební skladatel, vědec a pedagog (* 18. září 1886)
- 25. listopadu – Bjarnat Krawc, lužickosrbský hudební skladatel (* 5. února 1861)
- 16. prosince – Denham Fouts, americký prostitut (* 9. května 1914)
- 23. prosince – Hideki Tódžó, japonský generál a politik (* 30. prosince 1884)
- 24. prosince – Eille Norwood, britský herec (* 11. října 1861)
- 25. prosince – Pompeu Fabra, katalánský jazykovědec (* 20. února 1868)

## Hlavy států
Evropa:
- Československo
  - prezident Edvard Beneš
  - prezident Klement Gottwald
- Vatikán – papež Pius XII.
- Francie – prezident Vincent Auriol
- Sovětský svaz
  - předseda prezídia Nejvyššího sovětu Nikolaj Michajlovič Švernik
  - (de facto) generální tajemník KSSS Josif Vissarionovič Stalin
- Litevská SSR – Antanas Sniečkus

- USA – prezident Harry Truman

Asie:
- Čína
  - prezident Čankajšek
- Japonsko – Císař Šówa